# Magyar Könyvtár

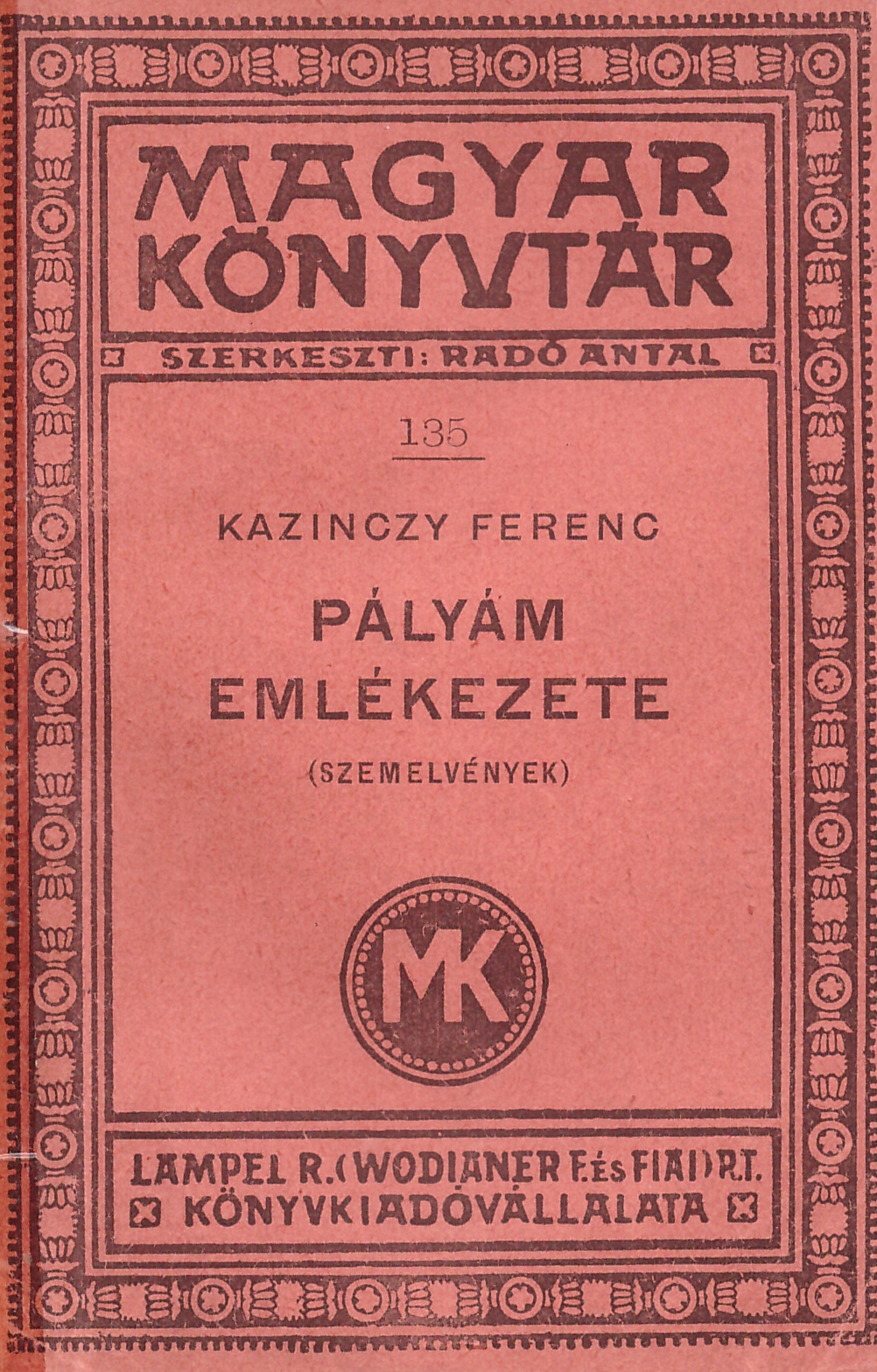
Kazinczy Ferenc: Pályám emlékezete (egy második típusú borítódísszel)

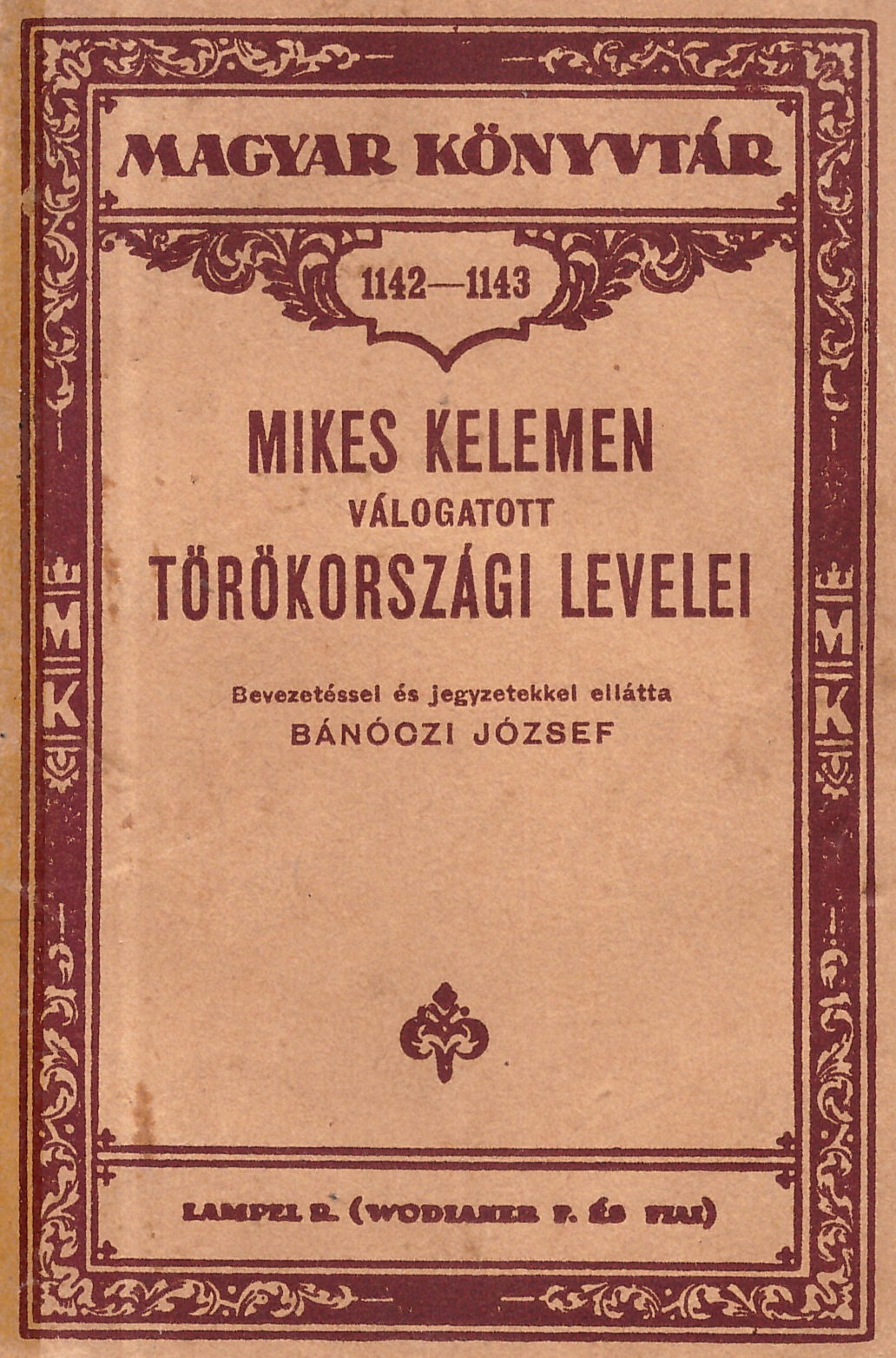
Mikes Kelemen Török országi levelei (egy harmadik típusú borítódísszel)

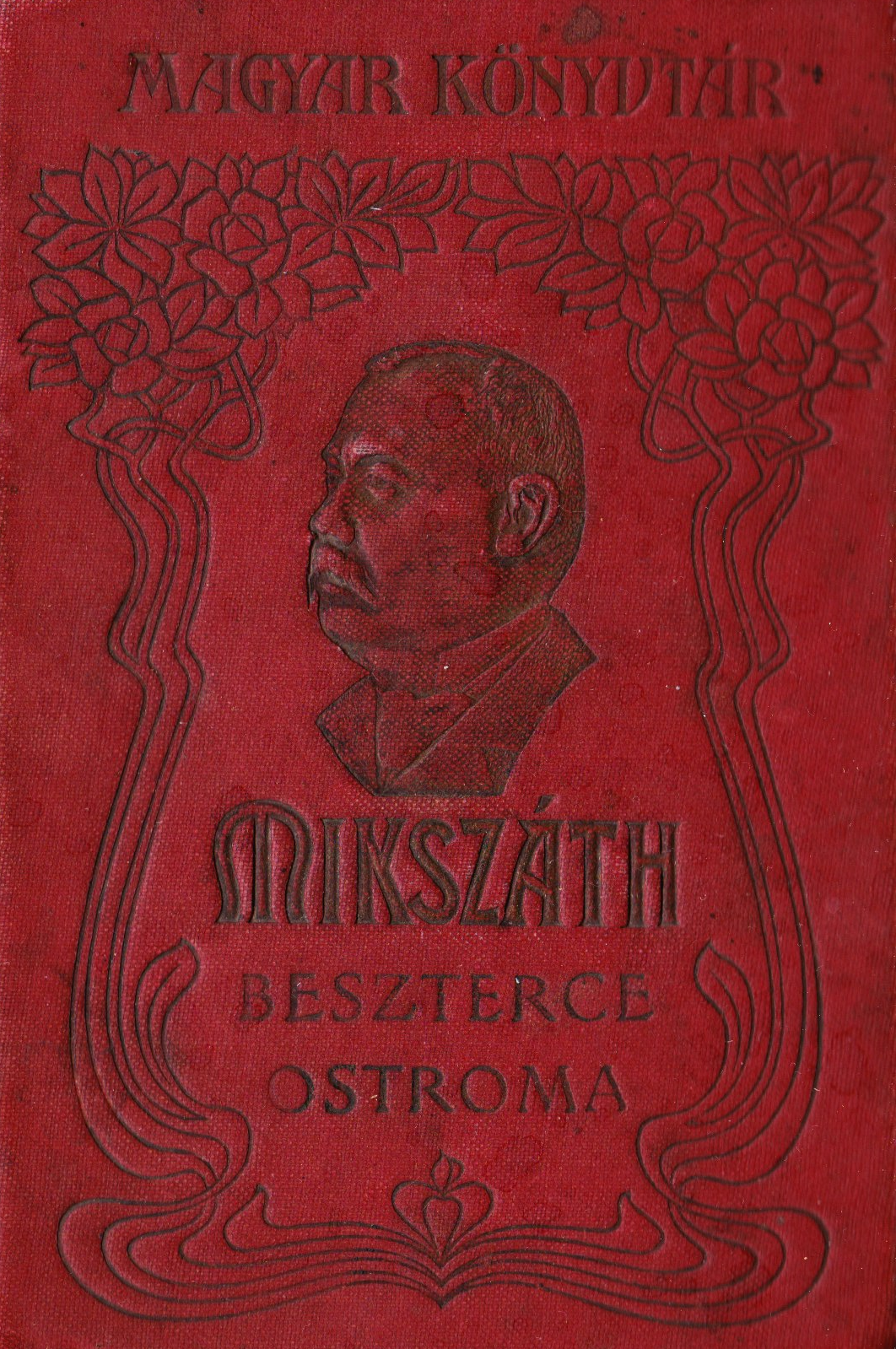
Egy negyedik féle borítódísz

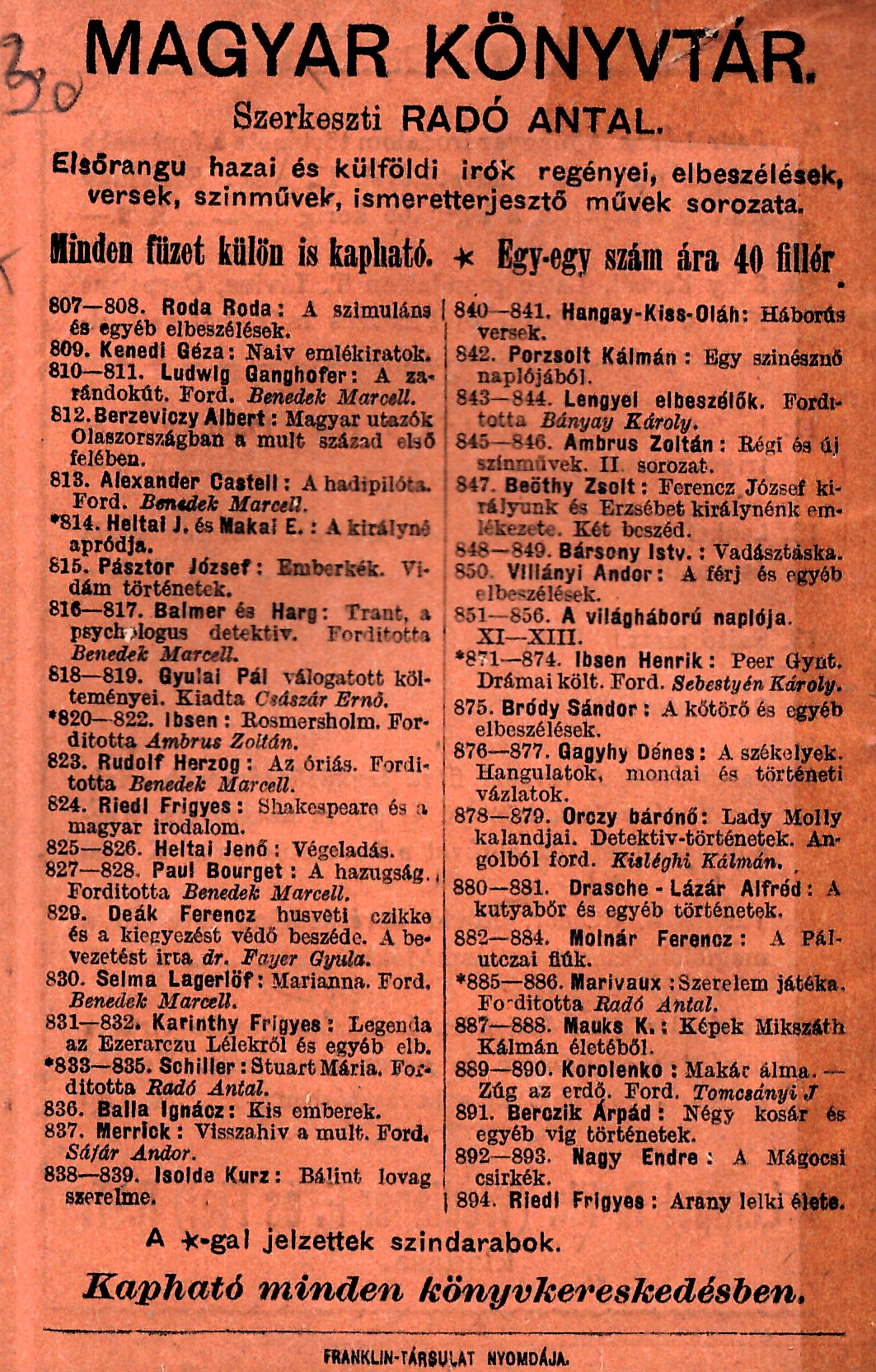
A magyar könyvtár korabeli hirdetőlapja

A Magyar Könyvtár egy nagyrészt – de nem teljesen – szépirodalmi 20. századi eleji magyar könyvsorozat. Szerkesztője Radó Antal volt.

## Története
A sorozat története egy másik könyvsorozatból indult. Radó Antal (1862–1944) költő-műfordító-irodalomtörténész az 1890-es években Gyulai Pál irodalomtörténész-kritikus Olcsó Könyvtár című sorozatánál dolgozott, oda fordított egyes külföldi műveket. Később azonban eltávolodott Gyulai vonalától, és tekintettel arra, hogy Gyulai szándékosan távol tartotta magát a századvégi újabb irodalmi irányzatoktól, Radó saját könyvsorozatot indított 1897-ben. Az új sorozat hosszú életűnek bizonyult, és több mint 1000 rész megjelenése után 1933-ban szűnt meg. 36 éves fennállása alatt mindvégig Radó szerkesztette. Fontos kiemelni, hogy a gyakorlatban egy-egy nagyobb lapszámú kötet több sorszámot is kapott (pl. 820–822), így a valóságban nem jelent meg 1000 darab füzet, hanem jóval kevesebb.
A sorozat újonnan választott írói közé tartozott Rákosi Viktor (Sipulusz), Tóth Béla, Fáy Béla, Guy de Maupassant, François Coppée. A kiadó ugyanakkor lehetővé tette, hogy már ismert írók, így Jókai Mór és Mikszáth Kálmán művei is helyet kaphassanak a sorozatban. Mikszáth ezzel kapcsolatban örömének adott hangot: szerinte Charles Dickens óta tudott dolog, hogy írók igazi népszerűségre csak az olcsó, nagy tömegek által is elérhető füzet-kiadások alapján tehetnek szert.
Érdekesség, hogy maga Radó Antal is fordított több külföldi művet saját sorozatába.
A füzetek kezdetben 15 krajcárba kerültek, és sikerüket mutatja, hogy az egyes számok már megjelenésük évében 5-6000 példányban keltek el. Az 1000. füzet 1922-ben jelent meg. Ennek alkalmára A Franklin Társulat ünnepséget szervezett, ahol Szász Károly és Schöpflin Aladár tartottak méltatóbeszédet.
Az egyes füzetek elé gyakran neves irodalomtörténészek-kritikusok írtak előszót, bevezető tanulmányt.
Rubinyi Mózes irodalomtörténész szerint „a német Reclam-féle Universal-Bibliothek megalapítása óta alig volt egész Európában irodalmi vállalkozás, amely annyira hézagot pótló, nagyhatású lett volna, mint a Magyar Könyvtár”. Ugyancsak ő azt is kiemelte, hogy a sorozat „Radó Antal irodalmi pályájának legegyetemesebb hatású, legérdekesebb, és valószínűleg legváltozatosabb munkája” volt. Ady Endre pedig úgy vélte: „A Magyar Könyvtár minden füzetében eszméket, irányokat dokumentál.”
A sorozatnak elektronikus és új kiadása nincs. Egy kötetet (Brodarics históriája a mohácsi vészről) adott ki fakszimile kiadásban a Zrínyi Katonai Kiadó több alkalommal (1976, 1977, 1983).

## Témakörök
A füzetek témakör szerint elég széles spektrumon mozogtak. Elsősorban ugyan magyar- és külföldi szépirodalmi műveket bocsátottak az olvasóközönség részére, azonban számos füzet egyéb területet mutatott be:
- szépirodalom – epika
- szépirodalom – líra
- szépirodalom – dráma
- néhány szerzős szépirodalmi kisantológiák
- szónoklatok, beszédek
- levelezések
- irodalomtörténet, műkritika
- életrajzok
- filozófiai részletek
- útleírások, úti képek
- egyéb tudományos irodalom (történelem, szociológia, jogtudomány)
- vallásos irodalom
- néhány egyéb terület (pl. A bélyeggyűjtés kézikönyve, A sakkjáték kézikönyve)

## Kiállítása
A kötetek tulajdonképpen rövid, kis méretű papírra nyomott 50-120 oldalas füzetek voltak – hasonlóan az Olcsó Könyvtár részeihez. A borító kialakításánál a kiadó figyelt az igényességre és az esztétikumra:
- a leginkább elterjedt borító a narancssárga papírra nyomott görög sorozatmintás, keretes változat volt (ld. összefoglaló információs dobozban felül)
- később megjelent piros papírborító is (ld. oldalt második példa)
- ritkább volt a citromsárgás-barnás papírváltozat (ld. oldalt harmadik példa)
- olykor vászonkötéses példányok is megjelentek (ld. oldalt negyedik példa, Mikszáth arcképével)

## 1897 és 1900 között megjelent kötetek
A sorozat a következő köteteket tartalmazta:
- 1. Katona József. Bánk bán. Bevezetéssel ellátta Beőthy Zsolt. (108 l.)
- 2. Maupassant, Guy de. Apró elbeszélések. Forditotta Tóth Béla. (66 l.)
- 3. Berzsenyi Dániel válogatott versei. (64 l.)
- 4. Coppée. A kovácsok sztrájkja és más elbeszélő költemények. Forditotta Radó Antal. (28 l.)
- 5. Kisfaludy Károly. A kérők. Vigjáték három felvonásban. Bevezetéssel ellátta Beőthy Zsolt. (44 l.)
- 6. Sipulusz (Rákosi Viktor.) Humoreszkek. (65 l.)
- 7. Amicis, Edmondo de. A bor és egyéb apróságok. Olaszból forditotta Tóth Béla. (65 l.)
- 8. Zrinyi Miklós. Szigeti veszedelem. (80 l.)
- 9. Maurier G. és Potter P. M. Trilby. Szinmű négy felvonásban. Forditotta Fái J. Béla. (84 l.)
- 10. Csokonai Vitéz Mihály. Dorottya, vagyis a dámák diadalma a farsangon. Furcsa vitézi versezet IV könyvben. Életrajzi bevezetéssel. (66 l.)
- 11–12. Arany János válogatott balladái. Iskolai szövegkiadás Riedl Frigyes bevezetésével. (70 l.)
- 13. Olasz elbeszélők tára. Farina, Verga, Serao, De Amicis. Első sorozat. Forditotta Radó Antal. (74 l.)
- 14. Petőfi. Uti rajzok. I. Úti jegyzetek. II. Úti levelek Kerényihez. (79 l.)
- 15. Ifj. Dumas Sándor. A kaméliás hölgy. Dráma öt felvonásban. Forditotta Szemere Attila. (90 l.)
- 16. Szomaházy István. Légyott hármasban és egyéb történetek. (65 l.)
- 17. Francia elbeszélők tára. Irták Maupassant, Ricard, Gréville, Chavette, Bonsergent. Forditotta Ambrus Zoltán. (69 l.)
- 18. Rovetta Gerolamo. A becstelenek. Az olasz állami dijjal jutalmazott szinmű, három felvonásban. Forditotta Radó Antal. (51 l.)
- 19. Kisfaludy Károly válogatott költeményei. Sajtó alá rendezte és bevezetéssel ellátta Bánóczi József. (70 l.)
- 20–21. Shakespere. A szentivánéji álom. Forditotta Arany János. (80 l.)
- 22. Kármán József. Fanni hagyományai. Bevezetéssel ellátta Bánóczi József. (60 l.)
- 23. Byron lord. Manfred. Drámai költemény, forditotta Ábrányi Emil. (55 l.)
- 24. Porzó (Ágai Adolf). A Violka Vera s egyéb elbeszélések. (59 l.)
- 25. Sardou Victor és Najac Emil. Váljunk el! Vigjáték 3 felvonásban. Forditotta Fái J. Béla. (110 l.)
- 26. Deák Ferenc 1861-iki első felirati beszéde. (39 l.)
- 27. Aischylos. A leláncolt Prometheusz. Forditotta Zilahy Károly. Bevezette Tóth Rezső. (43 l.)
- 28. Bársony István. Vadásztörténetek. (65 l.)
- 29. Barrière és Murger. Bohém-élet. Szinmű öt felvonásban. Forditotta Radó Antal. (112 l.)
- 30. Béla király névtelen jegyzőjének könyve a magyarok tetteiről. Forditotta Szabó Károly. A forditást javitotta és bevezetéssel ellátta Mika Sándor. (65 l.)
- 31. Molière. Dandin György vagy a megcsufolt férj. Vigjáték három felvonásban. Forditotta és bevezette Hevesi Sándor. (58 l.)
- 32. Gracza György. 1848. március 15. (59 l.)
- 33. Bourget. Három elbeszélés. Forditotta Hevesi Sándor. (69 l.)
- 34. Szabolcska Mihály. Versek. (62 l.)
- 35. Turgenyev Iván. Az ötödik kerék. Elbeszélés. Forditotta Szabóné Nogáll Janka. (64 l.)
- 36. Kossuth Lajos 1848. julius 11-iki beszéde a haderő megajánlása ügyében. (36 l.)
- 37. Flammarion Camille. Csillagos esték. Forditotta Tóth Béla. (76 l.)
- 38. Tóth Kálmán. A király házasodik. Vigjáték 3 felvonásban. (77 l.)
- 39. Droz Gusztáv. Az ur, az asszony és a baba. Képek a családi életből. Forditotta Déri Gyula. (79 l.)
- 40. Vértesi Arnold. Kisvárosi történetek. (63 l.)
- 41. Ibsen Henrik. A népgyülölő. Szinmű 5 felvonásban. Forditotta Vikár Béla. (108 l.)
- 42. Kardos Albert. A kurucvilág költészete. Szemelvények. (92 l.)
- 43. Schiller. A messinai menyasszony. Tragédia chorusokkal. Forditotta Váradi Antal. (97 l.)
- 44. Petőfi Sándor. Elbeszélések és hirlapi cikkek. (66 l.)
- 45. Poe Edgar Allan. Rejtelmes történetek. Forditotta Tolnai Vilmos. (78 l.)
- 46. Jókai Mór. Emlékbeszéd Rudolf trónörökösről és egyéb beszédek. (71 l.)
- 47. Kozma Andor. Vig elbeszélések. (64 l.)
- 48. Butti E. A. Az erkölcstelen. Elbeszélés. Olaszból forditotta Tóth Béla. (56 l.)
- 49. Petőfiné Szendrey Julia naplója és levelei Térey Marihoz. Jókai Mór előszavával. (47 l.)
- 50. Tennyson Alfréd. Arden Enoch. Forditotta Lőrinczi (Lehr) Zsigmond. (32 l.)
- 51. Murai Károly. Huszárszerelem. Vigjáték két felvonásban. (71 l.)
- 52. Morvay Gy. Válogatott magyar népballadák. (66 l.)
- 53. Cavallotti Felice. Énekek éneke. Dramolett egy felvonásban. Magyar szinre alkalmazta Radó Antal. (42 l.)
- 54. Fáy András válogatott meséi. Rendezte és bevezetéssel ellátta Badics Ferenc. (60 és IV l.)
- 55. Gróf Szalagub. A medve. Elbeszélés. Oroszból forditotta Ambrozovics Dezső. (63 l.)
- 56. Ambrus Zoltán. Hajótöröttek. Nyolc elbeszélés. (63 l.)
- 57. Meyer Konrád Ferdinánd. Egy fiú szenvedése. Elbeszélés. Forditotta Hevesi Sándor. (66 l.)
- 58–59. Jókai Mór. Helvilla. Dráma 5 felvonásban. (110 l.)
- 60. Csehov Antal. Falusi asszonyok és egyéb elbeszélések. Forditotta Szabó Endre. (62 l.)
- 61. Kölcsey Ferenc válogatott beszédei. Sajtó alá rendezte, bevezetéssel és magyarázatokkal ellátta dr. Radnai Rezső. (70 l.)
- 62. Yke Charles. Ujjászületés. Dr. Benary Leonárd hátrahagyott irásaiból. Amerikai regény. Forditotta Sz. E. (73 l.)
- 63. Dr. Áldásy Antal. Pázmány Péter élete. Nyolc képpel. (67 l.)
- 64. Falk Miksa. Erzsébet királynéról. Visszaemlékezések. A királyné arcképével. (50 l.)
- 65. Cicero. Cato Maior. Az öregségről. Forditotta, bevezetéssel és jegyzetekkel kisérve kiadta Fábián Gábor. Javitotta Latkóczy Mihály. (51 l.)
- 66. Kipling Rudyard. Indiai történetek. Forditotta Mikes Lajos. (63 l.)
- 67. Kabos Ede. A csengeri kalapok és egyéb történetek. (51 l.)
- 68. Szalárdi János siralmas krónikája. Szemelvények. Kiadta Angyal Dávid. (63 l.)
- 69–70. Arany János. Toldi. Költői elbeszélés. (76 l.)
- 71. Molière. A fösvény. Vigjáték 5 felvonásban. Forditotta Hevesi Sándor. (86 és IV l.)
- 72. Jókai Mór. Fekete vér. Dráma 5 felvonásban. (87 l.)
- 73. Plutarchos. Perikles. Forditotta dr. Kacskovics Kálmán. Bevezetéssel ellátta Tóth Rezső. (52 l.)
- 74–75. Arany J. válogatott kisebb költeményeiből szemelvények. Rendezte és bevezetéssel ellátta Moravcsik Géza. (80 l.)
- 76. Spanyol elbeszélők. Placio, Valdés, Frontaura, Pardo Bazán, Alas. Forditotta Szalai Emil. (65 l.)
- 77–78. Nansen Fridtjof. Éjen és jégen át. Számos képpel. Forditotta dr. Brózik Károly. (77, 79 l.)
- 79. Gróf Gvadányi József. A peleskei nótárius. Sajtó alá rendezte Kardos Albert. (108 l.)
- 80. Bracco Róbert. Don Pietro Caruso. Szinmű egy felvonásban. – Verga Giovanni. Parasztbecsület. Népszinmű egy felvonásban. Mindkettőt forditotta Radó Antal. (51 l.)
- 81. Mikszáth Kálmán. Két elbeszélés. Homályos ügy. A táborszernagy halála. (64 l.)
- 82. Coppée François. Henriette. Elbeszélés. Forditotta Bottlikné Tölgyessy Margit. (79 l.)
- 83. Serao Matilde. Leányok. Elbeszélések. Olaszból forditotta Tóth Béla. (69 l.)
- 84. Sophokles. Antigone. Forditotta, bevezetéssel és jegyzetekkel ellátta Kemenes (Kempf) József. (158 l.)
- 85. Ábrányi Emil. Márciusi dalok és egyéb költemények. (64 l.)
- 86. Tolnai Lajos. A nagygyárosék és egyéb elbeszélések. (64 l.)
- 87–88. Arany János. Toldi estéje. Költői elbeszélés hat énekben. Kiadja és bevezetéssel ellátta Bánóczi József. (86 l.)
- 89. Giacosa Giuseppe. Borús szerelem. Szinmű három felvonásban. (70 l.)
- 90. Heltai Gáspár válogatott meséi. Az ujabb helyesiráshoz alkalmazta, bevezetéssel és jegyzetekkel ellátta Imre Lajos. (53 l.)
- 91. Musset Alfred, de. Tizian fia. Franciából forditotta Marquis Géza. (62 l.)
- 92. Kielland Sándor. Elbeszélések. Norvégból forditotta Ritoók Emma. (63 l.)
- 93–94. Wells H. G. Világok harca. Marslakók a földön. Regény. 2 rész. (104, 78 l.)
- 95. Kölcsey Ferenc válogatott versei. Összeállitotta és bevezetéssel ellátta Négyesy László. (62, II l.)
- 96. Boccaccio. Válogatott elbeszélések a Dekameronból. Forditotta és bevezetéssel ellátta Radó Antal. (62 l.)
- 97. Keleti Gusztáv. Idősb Markó Károly. Négy képpel. (32 l.)
- 98. Francia elbeszélők tára. Második sorozat. Daudet, Claretie, Prévost, Coppée, Alis Epheyre. Forditották Ambrus Zoltán és B. Tölgyesy Margit. (74 l.)
- 99. Olasz elbeszélők tára. Második sorozat. Capuana–Castelnuovo. Olaszból forditotta Tóth Béla. (68 l.)
- 100. Jókai Mór. Szép angyalka. Kis képek. (52 l.)
- 101. Arany János. Az első lopás. Jóka ördöge. Bevezetéssel ellátta Komáromy Lajos. (V, 37 l.)
- 102–105. Arany János. Szemelvények Toldi szerelme cimű eposzából. Rendezte és bevezetéssel ellátta Moravcsik Géza. (IX, 124 l.)
- 106–108. Shakspere. János király. Forditotta Arany János. (93 l.)
- 109–112. Shakspere. Hamlet, dán királyfi. Forditotta Arany János. (143 l.)
- 113. Papp Dániel. Utolsó szerelem és egyéb elbeszélések.
- 114. Molière. A botcsinálta doktor. Vigjáték 3 felvonásban. Forditotta Gabányi Árpád. (44 l.)
- 115. Virág Benedek válogatott költeményei. Bevezette és jegyzetekkel kisérte Zlinszky Aladár. (65 l.)
- 116. Murai Károly. Mese-mese. (64 l.)
- 117. Dr. Korchmáros Kálmán. Kerékpáros káté. (74 l.)
- 118. Orosz elbeszélők tára. Jezsov. – Juzsin. – Szalagub. Forditotta Ambrozovics Dezső. (64 l.)
- 119. Farina Salvatore. Erősebb a szerelemnél? Regény. Forditotta Tóth Béla. (96 l.)
- 120. Cserei Mihály, Miklósvárszéki nagyajtai –, históriája. Szemelvények. Kiadta Angyal Dávid. (80 l.)
- 121–122. Arany János. Katalin. Keveháza. Szent-László füve. Bevezetéssel ellátta dr. Radnai Rezső. (58 l.)
- 123. Ibsen Henrik. A társadalom támaszai. Szinmű négy felvonásban. Norvégból forditotta Lázár Béla. (99 l.)
- 124. Coppée François. Adós fizess! Regény. Forditotta Tóth Béla. (64 l.)
- 125. Kisfaludy Sándor válogatott regéi. Csobánc. – Tátika. – Dobozy Mihály és hitvese. Kiadta és bevezetéssel ellátta Szigetvári Iván. (70 l.)
- 126. Tolsztoj N. Leó. Népies elbeszélések. Oroszból forditotta Szabó Endre. (82 l.)
- 127. Becsky László. Amerikába és vissza. Uti kalandok. (70 l.)
- 128. Byron lord. Kain. Miszterium. Forditotta Mikes Lajos. (68 l.)
- 129. Kóbor Tamás. Elbeszélések. (63 l.)
- 130. Kazinczy Ferenc levelei. Szemelvények. Közzéteszi Váczy János. A magyar tudományos Akadémia engedélyével. (79 l.)
- 131–132. Moeller M. Ottó. Az aranycsináló. Dán regény. Forditotta Szerdahelyi Sándor. 2 füzet. (78, 84 l.)
- 133. Angyal Dávid. Bethlen Gábor életrajza. Számos képpel. (72 l.)
- 134. Sipulusz. (Rákosi Viktor.) Ujabb humoreszkek. (65 l.)
- 135. Kazinczy Ferenc. Pályám emlékezete. (Szemelvények.) Kiadta és bevezetéssel ellátta Balassa József. (64 l.)
- 136. Zöldi Márton. Szinész-históriák. (79 l.)
- 137–139. Arany János. Buda halála. Hun rege. Bevezetéssel ellátta Moravcsik Géza. (IX, 134 l.)
- 140. France Anatole. Régi dolgok. Elbeszélések. Forditotta Ambrus Zoltán. (48 l.)
- 141. Poe Edgar Allan. Rejtelmes történetek. Második sorozat. Angolból forditotta Tolnai Vilmos. (60 l.)
- 142. Molière. A kényeskedők. (Les précieuses ridicules.) Vigjáték egy felvonásban. Forditotta és jegyzetekkel kisérte Hevesi Sándor. (46 l.)
- 143. Thury Zoltán. Urak és parasztok. (61 l.)
- 144. Arany János. Vojtina Ars poeticája. Bevezetéssel ellátta Kelemen Béla. (23 l.)
- 145. Tinódi Sebestyén válogatott históriás énekei. Rendezte és bevezetéssel ellátta Perényi Adolf. (59 l.)
- 146. Jókai Mór. A nagyenyedi két fűzfa. Beszély. Bevezetéssel és jegyzetekkel ellátta Váró Ferenc. (35 l.)
- 147. Szabóné Nogáll Janka. Mara és egyéb történetek. (66 l.)
- 148. Kisfaludy Károly vig elbeszélései. Tollagi Jónás viszontagságai. Sulyosdi Simon. Kiadta és bevezetéssel ellátta Bánóczi József. (78 l.)
- 149. Kipling Rudyard. A Dsungel könyve. Forditotta Mikes Lajos. Első sorozat. Képekkel. (64 l.)
- 150. Kovács Antal. Magyar népdalok. (68 l.)
- 151–153.  Kempis. Krisztus követéséről. Forditotta Pázmány. Bevezetéssel, magyarázatokkal és szótárral. Szerk. Bellaagh Aladár. (275, XX l.)
- 154. Jókai Mór. Ne nyulj hozzám és egyéb elbeszélések. (80 l.)
- 155–156. Nagy Sándor. Esküdtek és esküdtbirák törvénykönyve. A bűnvádi perrendtartásról, ennek életbeléptetéséről, az esküdtbiróságokról szóló törvények, a vonatkozó rendeletek és a büntető törvénykönyv idetartozó szakaszai, magyarázó jegyzetekkel ellátva. (160 l.)
- 157. Wells. H. G. Az időgép. Forditotta Mikes Lajos. (112 l.)
- 158. Petőfi Sándor családi versei. Bevezetéssel és jegyzetekkel ellátta Szinnyei Ferenc. Tull Ödön képeivel. (89 l.)
- 159. Tábori Róbert. Különös történetek. (69 l.)
- 160. Ouida. Tonia. Forditotta Törökné Fenyvesy Szeréna. (64 l.)
- 161. Francia elbeszélők tára. Harmadik sorozat. About, Lemaitre, Villiers de l’Isle Ádám. Mendés, Maxime Paz. (62 l.)
- 162. Aischylos. Agamemnon. Forditotta Váradi Antal. (56 l.)
- 163. Petőfi Sándor. A helység kalapácsa. János vitéz. Bevezetéssel ellátta Bánóczi József. Képekkel ellátta Akantisz Viktor(wd) és Telegdy László.
- 164. Kipling Rudyard. Indiai történetek. Második sorozat. Angolból forditotta Marquis Géza. (80 l.)
- 165. Majthényi Flóra. Spanyolországi képek. (63 l.)
- 166. Verseghy Ferenc válogatott lirai költeményei. Bevezetéssel és jegyzetekkel ellátta Madarász Flóris. (63 l.)
- 167. Plutarchos. Coriolanus. Forditotta dr. Kacskovics Kálmán. (44 l.)
- 168. (I.) Jókai Mór. A gazdag szegények. Vigjáték három felvonásban. (80 l.)
- 168. (II.) Mindszenthi Gábor naplója. Szemelvények altorjai báró Apor Péter »Metamorphosis Transilvaniae« cimű művéből. Kiadta és bevezetéssel ellátta dr. Balló István. (68 l.)
- 169–170. Dosztojevszkij M. Tivadar. A játékos naplója. Regény. Orosz eredetiből forditotta Szabó Endre. (192 l.)
- 171. Petőfi Sándor költeményei. Táj- és életképek. Bevezetéssel és jegyzetekkel ellátta Vajda Gyula. Neogrády Antal rajzaival. (115 l.)
- 172. Barnum milliói. Barnum önéletrajzából. Átdolgozta Domokos Elek. (72 l.)
- 173. Radó Antal. Két olasz költőnő. Ada Negri. Annie Vivanti. (73 l.)
- 174. Kenedi Géza. Három elbeszélés. (56 l.)
- 175. Jókai Mór kisebb alkalmi beszédei. Bevezetéssel és jegyzetekkel ellátta Szinnyei Ferenc. (64 l.)
- 176. Id. Ábrányi Kornél. Jellemképek a magyar zenevilágból. (63 l.)
- 177–178. Szemere Imre. A sakkjáték kézikönyve, kezdők és haladottabbak számára. Maróczy Géza közreműködésével. (118 l.)
- 179–180. Shakspere. Coriolanus. Forditotta Petőfi Sándor. Bevezetéssel és jegyzetekkel ellátta Radó Antal. (141 l.)
- 181. Petőfi Sándor vegyes költeményei. Bevezetéssel és jegyzetekkel ellátta Balassa József. I. rész. Tull Ödön képeivel. (64 l.)
- 182. Heine költeményeiből. Forditotta Endrődi Sándor. (71 l.)
- 183. Vanderheym I. Gaston. Husz hónap Abessziniában. Forditotta Brózik Károly. Képekkel. (78 l.)
- 183. Tarczai György. Dönk vitéz Rómában. Történeti elbeszélés. (104 l.)
- 185. Racine Jean. Phédra. Szomorújáték öt felvonásban. Forditotta Ábrányi Emil. (64 l.)
- 186. Balassa Bálint válogatott költeményei. Életrajzzal bevezette s jegyzetekkel kisérte Erdélyi Pál. (VIII és 80 l.)
- 187. Patapenko. Egy vén diák elbeszéléseiből. Oroszból forditotta Ambrozovics Dezső. (72 l.)
- 188. A bécsi képes krónika. (Szemelvények.) Forditotta és bevezetéssel ellátta Madzsar Imre. (61 l.)
- 189. Doyle Conan. Doktor Holmes kalandjai. Detektiv történetek. Forditotta Landor Tivadar. (96 l.)
- 190. Cyprian (Andor József.) Margitka szökése és egyéb történetek. (86 l.)
- 191. Kipling Rudyard. A Dsungel könyve. II. sorozat. Forditotta Mikes Lajos. Képekkel. (56 l.)
- 192. Ovidius verseiből. Az átváltozások. A naptár. Forditotta Paulovits Károly. (63 l.)
- 193. Jókai Mór. Tallérossy Zebulon levelei Mindenváró Ádámhoz. Bevezette s jegyzetekkel kisérte gr. Várdai Béla. (78 l.)
- 194. Verga Giovanni. A farkas. Drámai jelenetek két felvonásban. Olaszból forditotta Radó Antal. (54 l.)
- 195. Német elbeszélők tára. I. sorozat. Paul Heyse, Hans Hoffmann, John Henry Mackay. Forditotta Alexander Erzsi. (56 l.)
- 196. Mikes Kelemen válogatott törökországi levelei. Bevezetéssel és jegyzetekkel ellátta Bánóczi József. (XV, 90 l.)
- 197. Bródy Sándor. Emberfejek. (65 l.)
- 198. Herczeg Ferenc. Elbeszélések. (63 l.)
- 199. Junius (Zilahi Kiss Béla) Katona József élete. (80 l.)
- 200. Rákosi Jenő. Aesopus. Vigjáték öt felvonásban. (107 l.)

## 1901 és 1910 között megjelent kötetek
- 201. szám. Cornelius Nepos. Híres férfiakról. Fordította és bevezetéssel ellátta dr. Székely István. 1901.
- 202. szám. Kisfaludy Károly. Szilágyi Mihály szabadulása. Mátyás deák. Hűség próbája. Bevezetéssel ellátta Bánóczi József. (60 l.) 1901.
- 203. szám. Brieux Eugéne. A bölcső. Szinmű három felvonásban. Forditotta Gábor Ignác. (69 l.)
- 204. szám. Ambrus Zoltán. Árnyék alakok. Hét elbeszélés. (68 l.) 1901.
- 205. szám. Dickens Charles. Vázlatok. Fordították G. Pogány Irma és Pogány Margit. (55 l.) 1901.
- 206. szám. Kazár Emil. Elbeszélések. (56 l.) 1901.
- 207–208. szám. Wells H. g. Dr. Moreau szigete. Regény. Fordította Mikes Lajos. (135 l.) 1901.
- 209. szám. A Kalevalából. A Lemminkäjnen-Rímók. Fordította, bevezetéssel és jegyzetekkel ellátta Vikár Béla. (79 l.) 1901.
- 210. szám. Petőfi Sándor költeményei. Élete és költészete. Bevezetéssel és jegyzetekkel ellátta Somogyi Gyula. (94 l.) 1901.
- 211. szám. Faludi Ferenc. Három elbeszélés a »Téli Éjtszakák«-ból. Kiadja Radó Antal. (76 l.) 1901.
- 212. szám. Endrődi Sándor. Chitta. Az Otthon világából. (76 l.) 1901.
- 213. szám. Multatuli. (E. H. Dekker.) Szaidzsa és egyéb elbeszélések. Hollandus nyelvből fordította Gábor Ignác. (68 l.) 1901.
- 214–215. sz. Shakespeare. Othello, a velencei mór. Fordította Mikes Lajos. (126 l.) 1901.
- 216. szám. Zerinvári Zrinyi Miklós gróf. Az Török Afium ellen való orvosság. Avagy az töröknek magyarral való békessége ellen való antidotum. Bevezetéssel és jegyzetekkel ellátta Ferenczi Zoltán. (64 l.) 1901.
- 217. szám. Bársony István. Szól a puska. Természeti képek és vadásztréfák. (70 l.) 1901.
- 218. szám. Angol elbeszélők tára. Philips. Merrick. Becke. Fordította Marquis Géza. (68 l.) 1901.
- 219. szám. Hauptmann Gerhart. A takácsok. Színmű a negyvenes évekből. Fordította Komor Gyula. (93 l.) 1901.
- 220. sz. Petőfi Sándor. Az Apostol. Bevezetéssel ellátta Jakab Ödön. (100 l.) 1901.
- 221. szám. Radó Antal. Dante. (80 l.) 1901.
- 222. szám. Doyle Conan. Doktor Holmes kalandjai. Detektiv-történetek. Fordította Landor Tivadar. 2. sorozat. (80 l.) 1901.
- 223–224. sz. Mikszáth Kálmán. Jó palócok. Tizenöt apró történet. 2 füzet. (64, 65–139 l.) 1901.
- 225. szám. Loti Pierre. Tűnő képek. Franciából fordította dr. Marquis Géza. (63 l.) 1901.
- 226. szám. Tóth Ede. A falu rossza. Népszínmű 3 felvonásban. (99 l.) 1901.
- 227. szám. Kézai Simon magyar krónikája. Fordította, bevezetéssel és jegyzetekkel ellátta Császár Mihály. (VIII, 75 l.) 1901.
- 228. szám. Benedek Elek. Apró történetek. (61 l.) 1901.
- 229. szám. Berkeley Charles de. A kis márkiné. Regény. Ford. Lándor Tivadar. (88 l.) 1901.
- 230. szám. Petőfi Sándor elbeszélő költeményei I. Bevezetéssel ellátta Radó Vilmos. (VI, 72 l.) 1901.
- 231–232. szám. Rostand Edmond. Círano de Bergerac. Romantikus dráma 5 felvonásban, versekben. Franciából fordította Ábrányi Emil. (184 l.) 1901.
- 233–234. szám. Galdós Benito Pérez. Elektra. Dráma 5 felvonásban. Spanyolból fordította Radó Antal. (135 l.) 1901.
- 235. szám. Petőfi Sándor költeményei. Románcok. Bevezetéssel ellátta Lenkei Henrik. (68 l.) 1901.
- 236–237. szám. Vergilius Aeneise. Fordította baróti Szabó Dávid. Kiadták Radó Antal és Tóth Rezső. I. füzet. (148 l.) 1901.
- 238–239. szám. Széchenyi István gróf. Hitel. Szemelvények. Bevezetéssel s jegyzetekkel ellátta dr. Gyulai Ágost. (126 l.) 1901.
- 240. szám. Petőfi Sándor elbeszélő költeményei. II. Bolond Istók. –A táblabíró. –Lehel vezér. Bevezetéssel ellátta Radó Vilmos. Telegdy László képeivel. (62 l.) É. n.
- 241–245. sz. Mikszáth Kálmán Szent Péter esernyője. 5 füzet. (64, 65–128, 129–192, 193–256, 257–344 l.) 1901.
- 246. szám. Bródy Sándor. Hófehérke. Regényes színjáték 3 felvonásban, előjátékkal. (86 l.) 1901.
- 247. szám. Amerikai elbeszélők. Bret harte. –Mark Twain. –Stockton. Angolból fordította Szappanos Aladár. (67 l.) 1901.
- 248. szám. Heltai Jenő. Gertie és egyéb történetek. (55 l.) 1901.
- 249. szám. Faludi Ferenc versei. Bevezette s jegyzetekkel ellátta Ferenczi Zoltán. (80 l.) 1901.
- 250. szám. Petőfi Sándor költeményei. Barátság és szerelem. Bevezetéssel és jegyzetekkel ellátta Ferenczi Zoltán. I. rész. (88 l.) 1901.
- 251. szám. Kipling Rudyard. A Dsungel könyve. 3. sorozat. Fordította Mikes Lajos. Képekkel. (55 l.) 1901.
- 252. szám. Gorkij Maxim. Csudra Makar és egyéb elbeszélések. Fordította Ambrozovics Dezső. (63 l.) 1901.
- 253. szám. Francia elbeszélők tára. 4. sorozat. Coppée. –Maizeroy. –Banville. Fordította Marquis Géza. (64 l.) 1901.
- 254. szám. Jókai Mór. Népvilág. Elbeszélések. Bevezetéssel és jegyzetekkel ellátta Szinnyei Ferenc. (64 l.) 1901.
- 255–256. szám. Schiller Frigyes. Tell Vilmos. Színmű 5 felvonásban. Fordította Váradi Antal. (126 l.) 1901.
- 257–258. sz. Brieux Eugène. A vörös tanár. (La robe rouge.) Színmű 4 felvonásban. Fordította Lándor Tivadar. (108 l.) 1901.
- 259. sz.  Galeotto Marzio könyve. Mátyás király találó, bölcs és tréfás mondásairól és cselekedeteiről. Fordította, bevezetéssel és jegyzetekkel ellátta Császár Mihály. (80 l.) 1901.
- 260–261. szám. Jókai Mór. Válogatott részek az Uj földesúr című regényéből. Szerkesztette, bevezetéssel és jegyzetekkel ellátta Zlinszky Aladár. (160 l.) 1901.
- 262. szám. Lenau verseiből. Fordította Feleki Sándor. (62, II l.) 1901.
- 264–265. szám. Tolsztoj Leó gr. A sötétség országa. Orosz népdráma 5 felvonásban. Oroszból fordította Szabó Endre. (110 l.) 1901.
- 266–267. szám. Theuriet André. Virágos erdő. Regény. Fordította Lándor Tivadar. (176 l.) 1901.
- 268. szám. C. Sallustius Crispus. Catilina összeesküvése. Fordította Kazinczy Ferenc. A fordítást kidolgozta, bevezetéssel és jegyzetekkel ellátta Wirth Gyula. (64 l.) 1901.
- 269. szám. Gorkij Maxim. Malva. Elbeszélés. Fordította Yrtin. (67 l.) 1901.
- 270. szám. Petőfi Sándor költeményei. Barátság és szerelem. Bevezetéssel és jegyzetekkel ellátta Ferenczi Zoltán. II. rész. 1901.
- 271–272. szám. Apponyi Albert gróf válogatott beszédei. Összeállította Kőrösi Henrik. (86 l.) 1901.
- 273. szám. Doyle Conan. Doktor Holmes kalandjai. Fordította Lándor Tivadar. 3. sorozat. (60 l.) 1901.
- 274. szám. Ouida. A kis tolvaj és egyéb elbeszélések. Fordította Marosi Ilona. (72 l.) 1901.
- 275. szám. Peisner Ignác. Képek a régi Pest-Budáról. (64 l.) 1902.
- 276. szám. Turgenyev. A kegyelemkenyér. Színmű 2 felvonásban. Fordította Barabás Ábel. (79 l.) 1902.
- 277–278. sz. Mikszáth Kálmán. A tót atyafiak. (Elbeszélések és rajzok róluk.) 2 füzet. (80, 81–171 l.) 1902.
- 279. szám. Tacitus P. Cornelius. Germania. Fordította és bevezetéssel ellátta Tonelli Sándor. (39 l.) 1902.
- 280. szám. Petőfi Sándor költeményei. Haza és szabadság. Bevezetéssel ellátta dr. Radnai Rezső. 1. füzet. (92 l.) 1902.
- 281. szám. Kemechey Jenő. Bodrogközi történetek. (63 l.) 1902.
- 282. sz. Maeterlinck. Maurice. A hivatlan vendég. A vakok. Két színdarab. Franciából fordította Marquis Géza. (51 l.) 1902.
- 283. sz. Jókai Mór. Március 15-iki szózatok. A szabadságharRDól. (75 l.) 1902.
- 284–285. szám. Ambrus Zoltán. Berzsenyi báró és családja. Tollrajzok a mai Budapestről. 2 sorozat. (77, 80 l.) 1902.
- 286. szám. Marni Jeanne. A kikről nem szól a krónika. (Celles qu'on ignore.) Franciából ford. dr. Marquis Géza. (74 l.) 1902.
- 287. szám. Plutarchos. Caius Julius Caesar. Fordította dr. Kacskovics Kálmán. (78 l.) 1902.
- 288–289. szám. Shakespeare. Romeo és Julia. Fordította Telekes Béla. (148 l.) 1902.
- 290. szám. Petőfi Sándor költeményei. Haza és szabadság. 2. Bevezetéssel ellátta Radnai Rezső. (111 l.) 1902.
- 291. szám. Jókai Mór. Petőfi Sándorról. Bevezette és jegyzetekkel kisérte Váradi Béla. (64 l.) 1902.
- 292. szám. Ignotus. Változatok a G-húron. (56 l.) 1902.
- 293–294. szám. Vergilius Aeneise. Fordította Baróti Szabó Dávid. Kiadták Radó Antal és Tóth Rezső. 2. füzet.
- 295. szám. Turgenyev Sz. Iván. Csöndes vidékiek. Elbeszélés. Fordította Szabó Endre. (96 l.) 1902.
- 296. sz. Szomaházy István. Elhibázott élet és egyéb történetek. (66 l.) 1902.
- 297–198. szám. Vergilius Aeneise. Fordította Baróti Szabó Dávid. Kiadták Radó Antal és Tóth Rezső. 3. füzet. (115 l.) 1902.
- 299. szám. Gorkij Maxim. Huszonhat és egy. –Jemeljan Piljai. –A pajtások. Három elbeszélés. Oroszból fordította Izsák Mártha. (60 l.) 1902.
- 300. szám. Dóczi Lajos. Csokonai. (53 l.) 1902.
- 301. szám. Beöthy Zsolt. Báró Wesselényi Miklós. (32 l.) 1902.
- 302. szám. Demosthanes Philippikái. Fordította, bevezetéssel és jegyzetekkel ellátta Borsos Károly. (55 l.) 1902.
- 303. szám. Hegedűs Sándor, ifj. Az óriások világa. Amerikai képek. (64 l.) 1902.
- 304–305. sz. Mikszáth Kálmán. Prakovszky a siket kovács. 2. füzet. (80, 81–149 l.) 1902.
- 306–307. szám. Church J. A. Római élet Cicero korában. Angolból fordította Szilasi Móric. 2. rész. (77, 82 l.) 1902.
- 308–309. sz. Goethe. Egmont. Szomorújáték 5 felvonásban. Ford. Salgó Ernő. (116 l.) 1902.
- 310. szám. Petőfi Sándor vegyes költeményei. Bevezetéssel és jegyzetekkel ellátta Balassa József. 2. rész. (84 l.) 1902.
- 311–314. szám. Verne Gyula. Utazás a föld körül 80 nap alatt. Fordította Telekes Béla. 2 rész. (158, 112 l.) 1902.
- 315. szám. Maeterlinck. Monna Vanna. Dráma 3 felvonásban. Franciából fordította Ábrányi Emil. (80 l.) 1902.
- 316. szám. König Dénes. Mathematikai mulatságok. Előszóval ellátta dr. Beke Manó I. sorozat. 41 ábrával. (63 l.) 1902.
- 317. szám. Hoffmann T. A. Copélia. –Antónia. Fordította Alexander Erzsi. (68 l.) 1903.
- 318–319. szám. Gesta Romanorum-ból szemelvény. Haller János fordítása szerint. Bevezetéssel és jegyzetekkel kiadta Katona Lajos. (88 l.) 1903.
- 320. szám. Doyle Conan. Doktor Holmes kalandjai. Detektív-történetek. Fordította Lándor Tivadar. 4. sorozat. (63 l.) 1903.
- 321. szám. Hoitsy Pál. A csillagok világából. (63 l.) 1903.
- 322. szám. Molière. Scapin furfangjai. Vígjáték 3 felvonásban. Fordította Hevesi Sándor. (63 l.) 1902.
- 323. szám. Wilde Oszkár. Lady Windermere legyezője. Színmű 4 felvonásban. Ford. Moly Tamás. (68 l.) 1903.
- 324–325. szám.  Cicero M. Tullius beszéde Verres ellen a műkincsekről. (De signis.) Latinból fordította, bevezetéssel és jegyzetekkel ellátta Gurnesevics Lajos. (96 l.) 1903.
- 326. szám. Csehov Antal. Elbeszélések. Fordította Barabás Ábel. (60 l.) 1903.
- 327. szám. Garády Viktor. Tengerparti képek. (67 l.) 1903.
- 328. szám. Ambrus Zoltán. Kevélyek és lealázottak. Hét elbeszélés. (80 l.) 1903.
- 329. szám. Molière. Kénytelen házasság. Vígjáték egy felvonásban. Fordította Hevesi Sándor. (39 l.) 1903.
- 330. szám. France Anatole. A kyméi énekes és egyéb elbeszélések. Fordította Nyitray József. (64 l.) 1903.
- 331. szám. Csánki Dezső dr. Rajzok Mátyás király korából. (88 l.) 1903.
- 332. szám. Jókai Mór. A nagyenyedi két fűzfa. Beszély. Bevezetéssel és jegyzetekkel ellátta Váró Ferenc. (35 l.) É. n.
- 333–336. sz.  Mikszáth Kálmán. Az új Zrinyiász. Társadalmi és politikai szatirikus rajz. 4 füzet. (80, 81–160, 161–224, 225–296 l.) 1903.
- 337. szám. Brodarics históriája a mohácsi vészről. Fordította, bevezetéssel és jegyzetekkel ellátta dr. Szentpétery Imre. (531 l.)
- 338. szám. Lavedan Henri. Elbeszélések. Fordította Gábor Andor. (62 l.) 1903.
- 339. sz. Szikra. Vadászat és egyéb elbeszélések. (68 l.) 1903.
- 340. szám. Berzeviczy Albert. Magyar utazók Olaszországban a mult század első felében. (51 l.) 1903.
- 341–343. Jókai Mór. Öreg ember nem vén ember. Képzelt regény négy részben. (96, 97–92, 193–278. l.) 1903.
- 344–345. szám. Gorkij Maxim. Éjjeli menedékhely. Képek az élet mélységéből. Orosz eredetiből fordította Havas József. (100 l.) 1903.
- 346. szám. Tacitus Cornelius. Julius Agricolának életéről és erkölcseiről. Fordította, bevezetéssel és jegyzetekkel ellátta Wirth Gyula. (64 l.) 1903.
- 347. sz. Krudy Gyula. Nyíri csend. Elbeszélések. (75 l.) 1903.
- 348. szám. Zangwill. A matrác-sír. A palesztinai zarándok. Angolból fordította Gábor Andor. (64 l.) 1903.
- 349–350. szám. Tóth Ede. A kintornás család. Népszínmű 3 felvonásban. (94 l.) 1903.
- 351. szám. Radó Antal. Rákóczi sírja és egyéb költemények. (63 l.) 1903.
- 352–353. szám. Sallustius RDispus. A Jugurtha-háború. Latinból fordította és bevezette Várdai Béla. (104 l.) 1903.
- 354. szám. Gorkij Maxim. A tévedés. –A khán és fia. –Dal a sólyomról. Fordította Ambrozovics Dezső. (63 l.) 1903.
- 355. szám. Lengyel Laura. Tavaszi mese. (62 l.) 1903.
- 346–357. szám. Molière. A képzelt beteg. Énekes, táncos vígjáték 3 felvonásban. Fordította dr. Váradi Antal. (111 l.) 1903.
- 358. szám. Haraucourt Edmond. Léghajón és egyéb elbeszélések. Fordította Gábor Andor. (63 l.) 1903.
- 359. szám. II. Rákóczi Ferenc vallomásaiból. Latinból fordította Kajlós Imre. 1. füzet. (80 l.) 1903.
- 360–361. szám. Dóczi Lajos. Csók. Vígjáték 4 felvonásban. (93 l.) 1903.
- 362–363. szám. Habberton John. Helén fiacskái. Angolból fordította Gábor Andor. (160 l.) 1903.
- 364. szám. Balogh Pál. A magyar faj uralma. (72 l.) 1903.
- 365. szám. Jókai Mór. Utirajzok. (47 l.) 1904.
- 366. szám. Collins Wilkie. Párbaj az erdőben. Fordította Mikes Lajos. (48 l.) 1904.
- 367–368. Petőfi Sándor. Tigris és Hiéna. Történeti dráma 4 felvonásban. (83 l.) 1904.
- 369. szám. Tóth Rezső. Északafrikai kikötők. (Tunisztól Tangerig.) (61 l.) 1904.
- 370. szám. Bracco Roberto. Hűtelen! Vígjáték 3 felvonásban. Fordította Radó Antal. (64 l.) 1904.
- 371–372. szám. Gyöngyösi István. Porából megéledett Phönix. Kiadta, bevezetéssel és jegyzetekkel ellátta dr. Koltai Virgil. (84 l.) 1904.
- 373–376. sz. Mikszáth Kálmán. Beszterce osztroma. 4 füzet. (80, 81–160, 161–240, 241–315 l.) 1904.
- 377. szám. Maeterlinck. Joyzelle. Színjáték 5 felvonásban. Fordította Ábrányi Emil. (76. l.) 1904.
- 378–379. szám. Doyle Conan. Az Agra kincse. Egy Sherlock Holmes-eset. Fordította Mikes Lajos. (141 l.) 1904.
- 380. szám. Deák Ferenc második felirati beszéde. Bevezetésül Beöthy Zsolt emlékbeszéde, Deák Ferenc születése századik évfordulójának egyetemi ünnepén. (86 l.) 1904.
- 381. szám. II. Rákóczi Ferenc vallomásaiból. Latinból fordította Kajlós Imre. 2. füzet. (80 l.) 1904.
- 382–383. szám. Shakspere. A velencei kalmár. Fordította Radó Antal. (108. l.) 1904.
- 384. szám. Viharos-Gerő Ödön. Férjnél. –A béna. Két elbeszélés. (67 l.) 1904.
- 385–387. szám. Rasi Luigi. A színész művészete. Fordította s részben átdolgozta Radó Antal. (224 l.) 1904.
- 388. szám. Váradi Antal. Legendák könyve. (64 l.) 1904.
- 389. szám. Balassa József. Szemelvények a kodexek irodalmából. I. Biblia-fordítások. (59 l.) 1904.
- 390–391. szám. Tábori Róbert. Az élet folytatásokban. Regény. (127 l.) 1904.
- 392. szám. Smith J. P. Különös házasság. Angol regény. Fordította Fái Béla. (79 l.) 1904.
- 393. szám. Szemelvények Priskos rhetor töredékeiből. Fordította és magyarázta Szilágyi Sándor. (52 l.) 1904.
- 394–395. sz. Mairet Jeanne. Áldozat. Francia regény. Fordította Fái Béla. (176 l.) 1904.
- 396. szám. Firdúszi Sahnáméjéból. Fordította Radó Antal. (80 l.) 1904.
- 397–398. szám. Roger mester siralmas éneke a tatároktól elpusztított Magyarországról. Fordította, bevezetéssel és magyarázó jegyzetekkel ellátta dr. Turchányi Elemér. (100 l.) 1904.
- 399. szám. France Anatole. RDainquebille. Putois. Fordította Gábor Andor. (56 l.) 1904.
- 400. szám. Alexander Bernát. Shakspere. (58 l.) 1904.
- 401–402. sz. Mikszáth Kálmán. A gavallérok. (48, 49–90 l.) 1904.
- 403. szám. Collins Wilkie. A jóslat. Regény. Fordította Mikes Lajos. (77 l.) 1904.
- 404. szám. Balogh Pál. A legnagyobb magyarról. Széchenyi István gróf élete és működése. (64 l.) 1904.
- 405. szám. Maupassant, Guy de. Gyöngykisasszony és egyéb elbeszélések. Fordította Ambrus Zoltán. (63 l.) 1905.
- 406. szám. Székely Sándor, Aranyos-Rákosi. A székelyek Erdélyben. Hősköltemény három énekben. Bevezetéssel ellátta és sajtó alá rendezte Barátosi Balogh Benedek. (39 l.) 1905.
- 407. szám. Hevesi József. Nászúton és egyéb elbeszélések. (63 l.) 1905.
- 408. sz. Orosz elbeszélők tára. II. Gorkij. Csehov. Baranzevics. Nemirovics-Dacsenko. Fordította Ambrozovics Dezső. (64 l.) 1905.
- 409–411. sz. Mikszáth Kálmán. Egy választás Magyarországon, vagy a Körtvélyesi csiny. 3 füzet. (48, 49–96, 97–131 l.) 1905.
- 412–413. sz. Sardou Victorien. A boszorkány. Dráma 5 felvonásban. Fordította Fái J.Béla. (91 l.) 1905.
- 414. szám. Bonfiniból szemelvények. (Képek Mátyás király korából.) Fordította, bevezetéssel és jegyzetekkel ellátta dr. Császár Mihály. (64 l.) 1905.
- 415. sz. Szomaházy István. Kemény doktor karrierje és egyéb történetek. (64 l.) 1905.
- 416. sz. Francia elbeszélők tára. V. sorozat. Pierre Louys. Marcel Prévost. Fordította Gábor Andor. (64 l.) 1905.
- 417. szám. Doyle Conan. Doktor Holmes kalandjai. (Detektiv-történetek.) VI. sorozat. Fordította Adorján Andor. (75 l.) 1905.
- 418. szám. König Dénes. Mathematikai mulatságok. 2. sorozat. 19 ábrával. (72 l.) 1905.
- 419–420. sz. Mikszáth Kálmán. A demokraták. 2 füzet. (32, 33–70 l.) 1905.
- 421. sz. France Anatole. Gallio. Elbeszélés. Fordította Gábor Andor. (60 l.) 1905.
- 422. szám. Szemelvények a kodexek irodalmából. Kiadta Balassa József. II. Legendák, példák. (47 l.) 1905.
- 423. szám. Heltai Jenő. A Vénusz-bűnügy és egyéb elbeszélések. (64 l.) 1905.
- 424. szám. Tóth Rezső. Olasz faluk és városok. (64 l.) 1905.
- 425–426. sz. Mikszáth Kálmán. Ne okoskodj Pista! (92 l.) 1905.
- 427. szám. Beöthy Zsolt. Jókai Mór emlékezete. Jókai arcképével. (39 l.) 1905.
- 428. szám. Szavalókönyvek. I. Angol költőkből. Fordította Radó Antal. (63 l.) 1905.
- 429–430. sz. Mikszáth Kálmán. A németke és egyéb elbeszélések. 2 füzet. (48, 49–106 l.) 1905.
- 431–432. szám. – Kisértet Lublón. 2 füzet. (64, 65–112 l.) 1905.
- 433. szám. Molnár Ferenc. Gyerekek. Rajzok. (68 l.) 1905.
- 434–435. sz. Sardou Victorien. Andrea. Vígjáték 4 felvonásban. Fordította Fái J. Béla. (107 l.) 1905.
- 436. szám. Katona Lajos. Barlám és Jozafát legendája és a Bod-kódex egy példája. Kódexek szövegéből bevezetéssel és jegyzetekkel kiadta –. (47 l.) 1905.
- 437. szám. F. Kaffka Margit. Levelek a zárdából. –Nyár. (62 l.) 1905.
- 438. szám. Daudet Alphonse. Az utolsó leckeóra és egyéb történetek. (A »Contes du lundi«-ből.) Franciából ford. dr. Marquis Géza. (59 l.) 1905.
- 439. szám. Hankó Vilmos, dr. Régi magyar tudósok és feltalálók. (63 l.) 1905.
- 440.szám. Német balladák és románcok. Fordította Teleki Sándor. (47 l.) 1905.
- 441–442. szám. Dickens. Dorrit kisasszony. Vígjáték 3 felvonásban. D. regénye után írta Schönthan Ferenc. Fordította Timár Szan...
- 443. szám. Lévay József. Tompa Mihályról. (60 l.) 1906.
- 444. szám. Wilde Oszkár. Három mese. Fordította Hevesi Sándor. (58 l.) 1906.
- 445–448. szám. Rostand Edmond. A sasfiók. (L'aiglon.) Verses dráma 6 felvonásban. Franciából fordította Ábrányi Emil. (276 l.) 1906.
- 449. szám. Tóth Béla, Török históriák. (62 l.) 1906.
- 450–451. szám. Livius Titus. Hannibál útja az Alpeseken át. A rómaiak történetének XXI. könyve. Latinból fordította és bevezette Várdai Béla. (96 l.) 1906.
- 452–453. szám. Shaw Bernard. Az ördög cimborája. Melodráma 3 felvonásban. Angolból fordította Mikes Lajos. (95 l.) 1906.
- 454–455. szám. Lagerlöf Selma. Egy udvarház története. Svéd elbeszélés. Fordította P. F. (106 l.) 1906.
- 456. szám. Kupcsay Felicián. Zarathustra mumiája. Regény. (80 l.) 1906.
- 457. szám. Doyle Conan. Doktor Holmes kalandjai. Dektektív-történetek. V. sorozat. Fordította Tábori Kornél. (62 l.) 1906.
- 458. sz. D'Annunzio Gabriele. Őszi alkony álma. Tragikus költemény 1 felvonásban. Olaszból fordította Radó Antal. (35 l.) 1906.
- 459. szám. Cicero. Catilina elleni beszédek. Fordította és jegyzetekkel ellátta Osztie József. (64 l.) 1906.
- 460. szám. Lux Terka. Budapesti fotografiák. (55 l.) 1906.
- 461. szám. Beöthy Zsolt. Mikes leveleskönyve irodalmunkban. (38 l.) 1906.
- 462–463. szám. Rákóczi versek. II. Rákóczi FerenRDől szóló költemények gyűjteménye. Összeállította és bevezetéssel ellátta Vende Ernő. (128 l.) 1906.
- 464. szám. Pap Illés. II. Rákóczi Ferenc élete. (1676–1735.) (76 l.) 1906.
- 465. szám. Balogh Pál. Andrássy Gyula gróf. (59 l.) 1906.
- 466–467. szám. Schopenhauer Arthur. Életbölcselet. Ford. Szemlér Lőrinc. (137 l.) 1906.
- 468. szám. Thury Zoltán. Elbeszélések. (61 l.) 1906.
- 469. szám. Bródy Sándor. Az automobil és egyéb elbeszélések. (78 l.) 1907.
- 470. szám. Thallóczy Lajos. III. Béla és a magyar birodalom. (80 l.) 1907.
- 471. szám. Ebner-Eschenbach Mária. Krampampuli és egyéb elbeszélések. Fordította Radó Ágnes. (64 l.) 1907.
- 472–473. szám. Molière. A tudós nők. Verses vígjáték 5 felvonásban. Fordította Gábor Andor. (82 l.) 1907.
- 474–475. szám. Goethe. Iphigenia Taurisban. Fordította Csengeri János. A Kisfaludy-Társaság Lukács Krisztina-féle pályázatán megdicsért műfordítás átdolgozott 3. kiadása. (112 l.) 1907.
- 476. sz. Orosz elbeszélők tára. III. Oszipov. Szlucsevszkij. Karazin. Avilova. Fordította Ambrozovics Dezső. (64 l.) 1907.
- 477. sz. Salgó Jakab, dr. Az idegességről. (64 l.) 1907.
- 478. szám. Sas Ede. Az én mandátumom. Víg elbeszélés. (79 l.) 1907.
- 479. szám. Wilde Oscar. Salome. Színmű. Fordította és bevezetéssel ellátta Szini Gyula. (58 l.) 1907.
- 480–481. szám. Goethe. Faust. A tragédia első része. Fordította Dóczi Lajos. (158 l.) 1907.
- 482. szám. Prém József. Munkácsy Mihály. (29 l.) 1907.
- 483. szám. Provins Michel. Jelenetek. Fordította Gábor Andor. (61 l.) 1907.
- 484. szám. Lukianos. A görög sport. L. műve a tornászatról. Fordította, bevezetéssel és jegyzetekkel ellátta Jakobinyi Péter. (40 l.) 1907.
- 485. szám. Szini Gyula. Trilibi és egyéb történetek. (62 l.) 1907.
- 486. szám. Katona Lajos. Középkori lengedák és példák. Kodexeinkből és Temesvári Pelbárt irataiból jegyzetekkel kiadta K. L. (48 l.) 1907.
- 487. szám. Maupassant, Guy de. Az ékszerek. Fordította Tóth Béla. (46 l.) 1907.
- 488–489. sz. Wilde Oszkár. Bunbury. (The importance of being earnest.) Köznapi komédia 3 felvonásban. Komoly emberek számára. Fordította Mikes Lajos. (79 l.) 1907.
- 490. szám. Turgenyev Iván. Pjetuskov. Elbeszélés. Fordította Ambrozovics Dezső. (58 l.) 1907.
- 491. szám. Cicero Marcus Tullius beszéde Lucius Manlius törvényjavaslata mellett. Fordította, bevezetéssel és jegyzetekkel ellátta Szidarovszky János. (53 l.) 1907.
- 492. szám. Somossy István. A bélyeggyűjtés kézikönyve. (61 l.) 1907.
- 493. szám. Langaard Halfdan. Wilde Oszkár. Fordította Moly Tamás. (76 l.) 1907.
- 494. szám. Musset Alfréd de –. Szeszély. Az ajtó tárva vagy zárva legyen. Két színdarab. Fordította Hevesi Sándor. (64 l.) 1907.
- 495–496. sz. Wilde Oszkár. Az eszményi férj. Színmű 4 felvonásban. Fordította Mihály József. (131 l.) 1907.
- 497. szám. Ady Endre. Sápadt emberek és történetek. (62 l.) 1907.
- 498–499. szám. Wilde Oszkár. De profundis. Fordította Mikes Lajos. (107 l.) 1907.
- 500. szám. Beöthy Zsolt. Költők és hősök. Három irodalomtörténeti tanulmány. 46 l.) 1907.
- 501. szám. Krudy Gyula. Hét szilvafa. Elbeszélések. (62 l.) 1907.
- 502. szám. Wilde Oszkár. Aforizmák és ötletek. Fordította Radó Teréz. (48 l.) 1907.
- 503. sz. Daudet Alphonse. Művészházasságok. Fordította Elek Artúr. (63 l.) 1907.
- 504–505. szám. Sutró Alfréd. Az acélkirály. Színmű 4 felvonásban. Fordította Sebestyén Károly. (101 l.) 1907.
- 506. szám. Wilde Oszkár. Flórenci tragédia. Fordította Benedek Marcell. (30 l.) 1907.
- 507–508. sz. Berzeviczy Albert. Gróf Széchenyi István. Függelékül Széchenyi-aphorismák. (102 l.) 1908.
- 509. sz. Flaubert Gustave. Heródiás. Wilde Salomejának forrása. Fordította Gábor Andor. (45 l.) 1908.
- 510. szám. Doyle Conan. Sherlock Holmes kalandjai. (Detektiv-történetek.) Fordította Komor Gyula. VII. sorozat. (54 l.) 1908.
- 511–512. szám. Farkas Emőd. Gróf Batthyány Lajos élete. (96 l.) 1908.
- 513. szám. France Anatole. Elbeszélések. Fordította Molnár Ferenc. (56 l.) 1908.
- 514–515. szám. Bracco Roberto Fantomok. Dráma 4 felvonásban. Fordította Radó Antal. (105. l.) 1908.
- 516. szám. Hedin Sven. Három év Tibetben. 1899–1902. Fordította Halász Gyula. (60 l.) 1908.
- 517. szám. Höffding Harald. Darwin élete és tana. Fordította Zoltán Vilmos. (52 l.) 1908.
- 518. sz. Flaubert Gustave. Egy jó lélek. Fordította Gábor Andor. (48 l.) 1908.
- 519. szám. Shakespere. Julius Caesar. Fordította Vörösmarty Mihály. (83 l.) 1908.
- 520. szám. Farkas Pál. Keleti úti képek. (64 l.) 1908.
- 521–522. szám. Halász Zoltán, dr. Mester-játszmák. Közreadta és magyarázta H. Z. (80 l.) 1908.
- 523. szám. Doyle Conan. Sherlock Holmes kalandjai. (Detektiv-történetek.) Fordította F. Fayer Rózsa. VIII. sorozat. (64 l.) 1908.
- 524–525. sz. Schopenhauer Arthur. Paraenezisek és maximák. (Életbölcseleti oktatások.) Ford. dr. Szemlér Lőrinc. (133 l.) 1908.
- 526. szám. Cicero beszéde Archias érdekében. Fordította Szidarovszky János. (36 l.) 1908.
- 527–528. szám. Kegel Miksa. Lassalle Ferdinánd élete. Fordította Zoltán Vilmos. (93 l.) 1908.
- 529. szám. Rákosi Viktor. Oroszlánkölyök. Regényes színjáték. 3 felvonásban, egy előképpel. (68 l.) 1908.
- 530. szám. Szemere György. Mimi komtesz és egyéb történetek. (66 l.) 1908.
- 531–534. sz. Ignotus. Olvasás közben. Jegyzetek és megjegyzések. (216 l.) 1908.
- 535. szám. Goethe. Clavigo. Szomorújáték 5 felvonásban. Fordította Radó Antal. (62 l.) 1908.
- 536. szám. Wells G. H. Kósza lelkek. Két csudálatos történet. Fordította Farkas Klára. (64 l.) 1908.
- 537–538. szám. Shaw Bernard. Caesar és Cleopatra. Egy darab történelem 5 felvonásban. Fordította Mikes Lajos. (143. l.) 1908.
- 539. sz. Lőrinczy György. Bolyky Ábris válópöre és egyéb elbeszélések. (64 l.) 1908.
- 540. szám. Ambrus Zoltán. Ámor és a halálfej. Elbeszélések. (62 l.) 1909.
- 541. sz. Kipling Rudyard. Ujabb Dsungel történetek. Fordította Békési Gyula. (56 l.) 1909.
- 542. szám. Faltay Lucyen. Egy tengerésztiszt naplójából. (48 l.) 1909.
- 543. szám. Bacsányi János válogatott költeményei. Kiadta Lengyel Miklós. (62 l.) 1909.
- 544–545. szám. Molnár Ferenc. Pesti erkölcsök. Humoros rajzok. (125 l.) 1909.
- 546. szám. Magyar Győző, dr. Kossuth Lajos élete. (68 l.) 1909.
- 547–548. sz. Ibsen Henrik. Nóra. Színdarab 3 felvonásban. Norvégből fordította Szász Zsombor. (103 l.) 1909.
- 549. szám. Biró Lajos. Elbeszélések. (63 l.) 1909.
- 550–551. szám. Berneker Erich. Tolstoj élete. Fordította Benedek Marcell. (120 l.) 1909.
- 552. szám. Wilde Oszkár. A readingi fegyház balladája. Fordította Radó Antal. (43 l.) 1909.
- 553. szám. Turgenyev Iván. A diadalmas szerelem dala. Jungenov hadnagy históriája. Fordította Ambrozovics Dezső. (75 l.) 1909.
- 554–555. szám. Reichenhaller-Petheő Jenő. A fényképezés vezérfonala kezdő amatőrök számára. 46 képpel. (64 l.) 1909.
- 556. szám. Kenedi Géza. Kriminális történetek. (63 l.) 1909.
- 557. szám. Stein Aurél. Középázsiai útam. Angolból fordította Halász Gyula. (58 l.) 1909.
- 558–559. sz. Tacitus Cornelius évkönyveiből. Fordította, bevezetéssel és jegyzetekkel ellátta dr. Ozorai Lajos. (75 l.) 1909.
- 560–561. szám. Heyermans Herman. »Remény.« Halászdráma 4 felvonásban. Fordította Hevesi Sándor. (98 l.) 1909.
- 562. szám. Ambrus Zoltán. Téli sport és egyéb elbeszélések. (61 l.) 1909.
- 563–564. szám. Wilde Oszkár. A páduai hercegnő. XVI. századbeli tragédia. Fordította Kosztolányi Dezső. (103 l.) 1909.
- 565. szám. Arany János. Irói arcképek. I. Gyöngyösi István. Orczy Lőrinc. (47 l.) 1909.
- 566. szám. Kozma Andor. Csudadolgok. Elbeszélések. (66 l.) 1909.
- 567. szám. Douglas Jerrold. Tuba és Tubáné. Tizenkét családi jelenet. Angolból átdolgozta Benedek Marcell. (61 l.) 1909.
- 568–569. szám. Horatius levelei. Fordította Paulovits Károly. (96 l.) 1909.
- 570. sz. Maupassant, Guy de –. Walter Schnaffs kalandja. Ford. Zoltán Vilmos. (60, 1 l.) É. n.
- 571. szám. Beöthy Zsolt. Irói arcképek. II. Szász Károly. Kovács Pál. (50, 1 l.) É. n.
- 572. szám. Berczik Árpád. Ügyetlen udvarló és egyéb vidám történetek. (64 l.) É. n.
- 573. szám. Lavedan Henri. A fiatalok. Franciából fordította Benedek Marcell. (59 l.) 1910.
- 574. sz. Bölsche Vilmos. A tengerfenék titkaiból. (53 l.) 1910.
- 575–576. szám. Ibsen Henrik. A tenger asszonya. Színmű 5 felvonásban. Norvégből fordította Forbáth Sándor. (115 l.) 1910.
- 577. szám. Lagerlöf Selma. Legendák. Fordította Pogány Kázmér. (70 l.) 1910.
- 578. szám.  Gyergyei Albert. História egy Árgirus nevű királyfiról és egy tündér szűz leányról. Kiadta Balassa József. (42 l.) 1910.
- 579. sz. Schopenhauer Artur. Irók és kritikusok, olvasók és gondolkozók. A »Parerga és Paralipomena«-ból. Fordította Benedek Marcell. (56 l.) 1910.
- 580. szám. Révész Béla. Szegény ember dolga... Elbeszélések. (63 l.) 1910.
- 581–582. szám. Hervieu Paul. Ismerd meg magadat! Színmű 3 felvonásban. Fordította Ambrus Zoltán. (92 l.) 1910.
- 583. szám. Ábrányi Emil. Szabadság, haza. Ujabb márciusi dalok és egyéb költemények. (63 l.) 1910.
- 584. szám. Ambrus Zoltán. Jancsi és Juliska és egyéb elbeszélések. (63 l.) 1910.
- 585. sz. Marx. A kommunista kiáltvány. Fordította és bevezetéssel ellátta Ipolyi Tamás. (60 l.) 1910.
- 586. szám. Ady Endre. A tízmilliós Kleopátra és egyéb történetek. (63 l.) 1910.
- 587–588. szám. Shaw Bernard. Brassbound kapitány megtérése. Vígjáték 3 felvonásban. Fordította Hevesi Sándor. (115 l.) 1910.
- 589. sz. Móricz Zsigmond. Csitt-csatt és több elbeszélés. 1910.
- 590–591. szám. Carlyle Thomas. Munka és hit. Gondolatok. Fordította Benedek Marcell. (85 l.) 1910.
- 592. szám. Oberle Károly. Schackleton délsarki expediciója. 2 képpel. (48 l.) 1910.
- 593–594. sz. Shaw Bernard. Az orvos dilemmája. Komédia 5 felvonásban. Fordította Hevesi Sándor. (117 l.) 1910.
- 595. sz. Nietzsche-aforizmák. (A Menschliches Allzumenschliches-ből.) Ford. Schöpflin Aladár. (63 l.) 1910.
- 596. sz. D’Annunzio Gabriele. Toto és egyéb elbeszélések. Fordította Balla Ignác. (58 l.) 1910.
- 597–598. sz. Shakespere. III. Rikárd. Ford. Radó Antal. (131 l.) 1910.
- 599. szám. Renard Maurice. Az auto-immobil. Elbeszélés. Fordította Benedek Marcell. (62 l.) 1910.
- 600. szám. Szemelvények Vaszary Kolos beszédeiből. Az ifjúság számára összeállította s bevezetéssel ellátta Keményfy K. Dániel. (48 l.) 1910.
- 601. szám. Futrelle Jaques. A gondolkozó gép. Van Dussen professzor esetei. Fordította Woida Margit. (66 l.) 1910.
- 602. szám. Abmrus Zoltán. Lillias. Elbeszélések. (63 l.) 1910.
- 603. szám. Salten Félix. Művészek feleségei. Fordította Rózsa Géza. (63 l.) 1910.
- 604. szám. Marlowe. Doktor Faustus. Drámai költemény. Angolból fordította Londesz Elek. (61 l.) 1910.
- 605. sz. Maeterlinck, Maurice. A kék madár. Mesejáték 5 felvonásban, 10 képben. Fordította Benedek Marcell. (112 l.) É. n.
- 606. szám. Sebők Zisgmond. A hivatal és egyéb történetek. (61, 1 l.) É. n.
- 607. szám. Bresztovszky Ernő. Művésznyomor és művészgőg és egyéb elmélkedések. (67, 1 l.) É. n.
- 608. szám. Wells, H. G. A gyémántcsináló és egyéb történetek. Fordította Dunay Zoltán. (61 l.) É. n.
- 609. szám. Szomaházy István. Légyott hármasban és egyéb történetek. (65, 1 l.) É. n.
- 610. szám. Kézai Simon magyar krónikája. Ford., bevezetéssel és jegyzetekkel ellátta Császár Mihály. (75 l.) 1910.

## 1911 és 1920 között megjelent kötetek
- 611. Prém József: Munkácsy Mihály. 1911. 29 l.
- 612. Bracco Roberto: Don Pietro Caruso. Színmű 1 felvonásban. – Verga Giovanni: Parasztbecsület. Népszínmű 1 felvonásban. Mindkettőt ford.: Radó Antal. 51 l.
- 613. Lenau verseiből. Ford.: Feleki Sándor. 62 l.
- 614. Bródy Sándor: Emberfejek. 65 l.
- 615. Schiller: A messinai menyasszony. Tragédia kórusokkal. Ford.: Váradi Antal. 97 l.
- 616. Berkeley. Charles de: A kis márkíné. Regény. Ford.: Lándor Tivadar. 88 l.
- 617–618. Molière: A szeleburdi, vagy minden lében kanál. Vígjáték 5 felvonásban. Ford.: Kosztolányi Dezső. 83 l.
- 619. Vér Mátyás: A sárga ház titka és egyéb elbeszélések. 64 l.
- 620. Kemény Ferenc: A világbéke. A művelt közönség számára, egyúttal ismertetésül a magyar iskolákban elrendelt békenapra. 58 l.
- 621. Heyking Elisabeth: Találkozások. Két elbeszélés. Ford.: Benedek Marcell. 50 l.
- 622–624. Lavedan Henri: Sire. Színmű 5 felvonásban. Ford.: Szász Zoltán. 148 l.
- 625. Okulov Alexij: Gujatan. Elbeszélés. Oroszból ford.: Munkácsy Mihály. 46 l.
- 626–628. Ibsen Henrik: A vadkacsa. Színmű 5 felvonásban. Ford.: Mikes Lajos. 135 l.
- 629–630. Schäffle: A szocializmus alapvető tanításai. Ford. és bevezetéssel ellátta: Ipolyi Tamás. 78 l.
- 631. Írói arcképek. III. Beöthy Zsolt: Arany János. Erdélyi János. 40 l.
- 632–633. Michaelis Karin: Ulla Faugel sorsa. (Egy ifjúság meg egy házasság története.) Ford.: Galamb Sándor. 102 l.
- 634–636. Shakespeare: Antonius és Cleopatra. Ford.: Hevesi Sándor. 126 l.
- 637–638. Ibsen Henrik: Solness építőmester. Színmű 3 felvonásban. Ford.: Ábrányi Emil. 112. l.
- 639. Deledda Grazia: Varázs alatt. Elbeszélés. Ford.: Balla Ignác. 63 l.
- 640. Schiller: Ének a harangról. Ford.: Kozma Andor. 22 l.
- 641–642. Molnár Ferenc: Ma, tegnap, tegnapelőtt. (Vasárnapi krónikák.) 114 l.
- 643. Maeterlinck Maurice: Családi kör. Bevezetését írta: Maeterlinckné Georgette Leblanc. Ford.: Rózsa Géza. 16 l.
- 644–645. Kleist Henrik: Kohlhaas Mihály. (Egy régi krónikából) Ford.: Mikes Lajos. 135 l.
- 646–647. Berzeviczy Albert: Válogatott beszédek. Előszóval ellátta: Beöthy Zsolt.128 l., 1 t.
- 648. Loti Pierre: Egyiptomi képek. Ford.: Balla Ignác. 54 l.
- 649. Szőllősi Zsigmond: Hihetetlen történetek. 63 l.
- 650–651. Hebbel Frigyes: Judit. Tragédia 5 felvonásban. Ford.: Ivánfi Jenő. 85 l.
- 652. Prévost Marcel: Mit tanuljanak a lányok. Ford.: Benedek Marcell. 59 l.
- 653. Kenedi Géza: Feminista tanulmányok. 57, 1 l.
- 654–655. Kaffka Margit: Süppedő talajon. Elbeszélések. 87 l.
- 656. Musset, Alfred de: Miről álmodnak a lányok. Ford.: Radó Antal. 33 l.
- 657–658. Shaw G. B.: Szocializmus milliomosok számára és egyéb tanulmányok. Ford.: Benedek Marcell. 112 l.
- 659. Szomaházy István: János mester és a felesége. Elbeszélések. 61 l.
- 660. Lagerlöf Zelma: Az ezüstbánya és egyéb elbeszélések. Svédből ford.: Osváth Kálmán. 64 l.
- 661–662. Jacobson Jens Péter: Mogens. Lövés a ködben. Ford.: Benedek Marcell. 69 l.
- 663–664. Wlassics Gyula: Deák Ferenc. 74 l.
- 665–666. Reviczky Gyula: Apai örökség. Elbeszélés. 110 l.
- 667. Írói arcképek. IV. Kozma Andor: Gyulai Pál, az ember és a költő. 51 l.
- 668–669. Molnár Ferenc: Báró Márczius és egyéb elbeszélések. 82 l.
- 670. Strindberg Ágost: Történelmi miniatürök. Ford.: Schöpflin Aladár. 63 l.
- 671–672. Ibsen Henrik: Ha mi holtak fölébredünk. Drámai epológus 3 felvonásban. Ford.: Görögné Beke Margit. 76 l.
- 673. Szini Gyula: Bolond könnyek. Elbeszélések. 63 l.
- 674–675. France Anatole: Az ing. Mese. Ford.: Benedek Marcell. 85 l.
- 676. Strindberg Ágost: A Szent Gotthárd mondája és egyéb elbeszélések. Svédből ford.: Leffler Béla. 57 l.
- 677–678. Andor József: (Cyprián): Ködös napok. Elbeszélés. 79 l.
- 679–680. Kistemaeckers Henry: Az ösztön. Színmű 3 felvonásban. Ford.: Ábrányi Emil. 70 l.
- 681. Amicis, Edmondo de: A török nő. Ford.: Vezsenyi Béla. 52 l.
- 682–683. Daudet Alphonse–Belot Adolphe. Sapho. Színmű 5 felvonásban. Ford.: Ábrányi Emil. 116 l.
- 684. Futrelle Jacques: A gondolkozó gép.Van Dusen professzor legujabb esetei. Ford.: Schöpflin Aladár. 67 l.
- 685–688. K. Nagy Sándor: Esküdtek és esküdtbírák törvénykönyve. A bűnvádi perrendtartásról, ennek életbeléptetéséről, az esküdtbíróságokról szóló törvények, a vonatkozó rendeletek és a büntető törvénykönyv idevonatkozó szakaszai jegyzetekkel ellátva. 119 l.
- 689. Prévost Marcel: Misette. Ford.: Császár Ernő. 60 l.
- 690–691. Bethlen Miklós gróf önéletírása. Szemelvények. Kiadta: Károlyi János. 100 l.
- 692-693. Bernstein Henry: Édes otthon. Színmű 3 felvonásban. Ford: Ábrányi Emil. 133 l.
- 694. Gyöngyösi István: Márssal társalkodó Murányi Vénus. Bevezetéssel ellátta: Palágyi Lajos. 64 l.
- 695–696. Bracco Roberto: Vége a szerelemnek. Vígjáték 3 felvonásban. Ford.: Radó Antal. 92 l.
- 697. Kiss Menyhért: Hol a Maros vize folyik. Elbeszélések. 58. 2 l.
- 698. Krúdy Gyula: Piros és a többiek. Elbeszélések. 61. 2 l.
- 699. Doyle Conan: A brigadéros házassága és egyéb történetek. Ford.: Benedek Marcell. 58. 2 l.
- 700. Írói arcképek. IV. Arany János: Gvadányi József, Szabó Dávid. Ráday Gedeon. 40 l.
- 701. Provins Michel: Hogyan fognak meg bennünket. Ford.: Benedek Marcell. 67 l.
- 702–703.Heltai Jenő: Kis komédiák. 64 l.
- 704. Rostand Edmond: A két Pierrot, vagy: a fehér vacsora. Verses egyfelvonásos. Ford.: Kosztolányi Dezső. 39 l.
- 705–710. Homeros Odysseája. Ford.: Kemenes (Kempf) József. 391, 1 l.
- 711. Pekár Gyula: Lacika mamája és egyéb elbeszélések. 63 l.
- 712–713. Stevenson Róbert Louis: Dr. Jekyll és Mr. Hyde különös esete. Ford.: Benedek Marcell. 98, 1 l.
- 714–716. Schiller Frigyes: Don Carlos, spanyol infáns. Drámai költemény. Ford.: Radó Antal. 235 l.
- 717–718. Bang Hermann: Őfensége. Ford.: Holló Márton. 84 l.
- 719. Wallis A. S. C.: Az ember tragédiája. Hollandból ford.: Erdélyi Károly. 41 l.
- 720. Révész Béla: Nyomor. Elbeszélések. 64 l.
- 721–722. Flers–Caillavet: A zöld frakk. Vígjáték 4 felvonásban. Ford.: Heltai Jenő. 110 l.
- 723. Maupassant, Guy de: Családi körben. Ford.: Benedek Marcell. 68 l.
- 724–725. Heltai Jenő: Egy operette története. – Kis komédiák. 77, 1 l.
- 726. Kant filozófiája. Gondolatok műveiből. Ford. és bevezetéssel ellátta: Polgár Gyula. 60 l.
- 727–728. Bródy Sándor: Elmélkedések. 83, 1 l.
- 729. Prévost Marcel: A végrendelet és egyéb elbeszélések. Ford.: Benedek Marcell. 66. 1 l.
- 730. Rezek Román: Galamb Péter. A Kistaludy-Társaság Széher Árpád jutalmával kitüntetett elbeszélés. 54 l.
- 731. Írói arcképek. V. Kozma Andor: Báró Eötvös József. 29 l.
- 732. Wells H. G.: Az elcserélt élet és egyéb történetek. Ford.: Benedek Marcell. 60 l.
- 733. Hegedüs Sándor, ifj.: A trombitás süvege. Elbeszélés. 61, 1 l.
- 734. Ariosto: Az őrjöngő Lórántból. Olympia története. Ford.: Radó Antal. 63 l.
- 735–736. Ambrus Zoltán: Régi és új színművek, színházi bírálatok. 103, 1 l.
- 737. Vajda János válogatott költeményei: Kiadta: Császár Ernő. 61 l.
- 738–739. Lagerlöf Zelrna: Helga. Elbeszélés. Ford.: Benedek Marcell. 76 l.
- 740–742. Coleby Wilfred T.–Knoblauch Edward: Az igazgató úr. Családi dráma 4 felvonásban. Ford.: Mikes Lajos. 128 l.
- 743. Lakatos László: Lancelot és egyéb történetek. 66 l.
- 744–745. Godfrey Hal: Miss Semaphore megifjodásának csodás története. Ford.: Benedek Marcell. 128 l.
- 746. Tarczai György: Felvidéki históriák. 59, 1 l.
- 747–748. Vörösmarty Mihály: Csongor és Tünde. Színjáték 5 felvonásban. 125 l.
- 749. Maupassant, Guy de: Monsieur Parent. Ford.: Benedek Marcell. 56 l.
- 750–751. Sándor Szilárd: A modern háború eszközei. Újkori tüzérség, harc a tenger alatt. Archibald Williams nyomán átdolg.: –. 86. 1 l.
- 752–753. Pilch Jenő: Ausztria és Magyarország hadserege. 96 l.
- 754–755. Mikes Lajos: Zeppelin. 75, 1 l.
- 756. Doyle Conan Arthur: Nagybritannia veszedelme. Ford.: Góth Sándor. 64 l.
- 757–758. Gonda Béla: A hadiflottáról. Többek közreműködésével összeáll.: –. 87 l.
- 759. Wittmann Viktor: A repülögépekről. Turnei Károly könyvének felhasználásával. 45, 2 l.
- 760–761. Frobenius Hermann: A német birodalom sorsdöntő órája. Ford.: Mikes Lajos. 94. 1 l.
- 762–763. Heltai Jenő: Lim-lom. 82 l.
- 764-765. Százados István: Hindenburg. 86, 1 l.
- 766. Kozma Andor: A katona a magyar költészetben. 44 l.
- 767–768. Madách Imre: Az ember tragédiája. Kiadta: Császár Ernő. 164 l.
- 769–770. Újhelyi Péter, tiszaújhelyi: Hadseregünk megalakulása és bölcsőkora. 82 l.
- 771–782. A Világháború naplója. 1–6. 6 füz.
- 783–784. A Világháború naplója. 7. Az 1915. májusi események. 95 l.
- 785–786. A Világháború naplója. 8. Az 1915. jún.–júl. események. 94 l.
- 787–788. A Világháború naplója. 9. .Az 1915. aug.–szept. események. 92 l.
- 789–790. A Világháború naplója. 10. Az 1915. okt.–dec. események. 931 l.
- 791–792. Molnár Viktor: A Vöröskereszt. A genfi egyezmény ismertetése. 88 l.
- 793–794. Baden-Powell Róbert: Egy angol altábornagy kémkedése. Sir R. B.-P. önvallomásai. Ford.: Ruttkai György. 98 l.
- 795. Kölcsey Ferenc: Parainesis Kölcsey Kálmánhoz. 52 l.
- 796–798. Vereszájev emlékirataiból. Az orosz hadsereg züllése az orosz-japán háborúban. Ford.: Ruttkay György. 132 l.
- 799. Nothnagel Hermann:A halál. Ford.: Schöpflin Aladár. 45 l.
- 800. Gyulai Pál: Bírálatok. Bevezetéssel ellátta: Benedek Marcell. 57. 1 l.
- 801–802. Mikes Lajos: Az 1870–71-i német-francia háború. 95. 1 l.
- 803. Radó Antal: Háborús Strófák. 47. 1 l.
- 804–805. Madelung Aage: A szív. Ford.: Benedek Marcell. 82 l.
- 806. Krúdy Gyula: A zenélő óra. Elbeszélések. 48 l.
- 807–808. Roda Roda: A szimuláns és egyéb elbeszélések. Ford.: Benedek Marcell. 79. 1 l.
- 809. Kenedi Géza: Naiv emlékiratok. 47. 1 l.
- 810–811. Ganghofer Ludwíg: A zarándokút. Ford.: Benedek Marcell. 87 1 l.
- 812. Berzeviczy Albert: Magyar utazók Olaszországban a mult század első felében. 51 l.
- 813. Castell Alexander: A hadipilóta. Ford.: Benedek Marcell. 52 l.
- 814. Heltai Jenő–Makai Emil:Akirályné apródja. – Akik itthon maradtak. 43 l.
- 815. Pásztor József: Emberkék. Vidám történetek. 50 l.
- 816–817. Balmer–Harg: Trant, a pszichológus detektív. Ford.: Benedek Marcell. 83 l.
- 818–819. Gyulai Pál válogatott költeményei. Kiadta: Császár Ernő. 80 l.
- 820–822: Ibsen Henrik: Rosmersholm. Színmű 4 felvonásban. Az autorizált német szövegiből ford.: Ambrus Zoltán. 130 l.
- 823. Herzog Rudolf: Az óriás. Ford.:. Benedek Marcell. 52 l.
- 824. Riedl Frigyes: Shakespeare és a magyar irodalom. 42 l.
- 825-826. Heltai Jenő: Végeladás. 61 l.
- 827–828. Bourget Paul: A hazugság. Ford.: Benedek Marcell. 83 l.
- 829. Deák Ferenc húsvéti cikke és a kiegyezést védő beszéde. Bevezetést írta: Fayer Gyula. 61 l.
- 830. Lagerlöf Zelma: Marianna. Ford.: Benedek Marcell. 42 l.
- 831–832. Karinthy Frigyes: Legenda az ezerarcú lélekről. 66. 1 l.
- 833–835. Schiller Frigyes: Stuart Mária. Szomorújáték. Ford.: Radó Antal. 165 l.
- 836. Balla Ignác: Kis Emberek. 63. 1 l.
- 837. Merrick Leonard: Visszahív a mult. Angolból ford.: Sáfár Andor. 52 l.
- 838-839. Kurz Isolde: Bálint lovag szerelme. Ford.: Péterfy Jenő. 67 l.
- 840–841. Hangay Sándor–Kiss Menyhért–Oláh Gábor: Háborús versek. 88 l.
- 842. Porzsolt Kálmán: Egy színésznő naplójából. 45. 1 l.
- 843–844. Lengyel elbeszélők. Sienkiewicz– Stasiak– Orzeszko– Szymanski– Prezws-Tetmajer. Ford.: Bányai Károly. 101. 1 l.
- 845–846. Ambrus Zoltán: Régi és új színművek. Színházi bírálatok. 2. sor. 92. 1 l.
- 847. Beöthy Zsolt: Ferenc József királyunk és Erzsébet királynénk emlékezete. Két beszéd. 46 l.
- 848–849. Bársony István: Vadásztáska. 83 l.
- 850. Villányi Andor: A férj és egyéb elbeszélések. 51 l.
- 851–852. A világháború naplója.11. Az 1916. jan.-febr. események. 94 l.89 l.
- 855–856. U. az. 13. Az 1916. máj.-júl. események. 98 l.
- 857. Császár Ernő: Kölcsey Ferenc kritikái. Kiadta: Császár Ernő.
- 858–860. D’Annunzio: Gioconda. Ford.: Radó Antal. 94 l. [861–870-ig nem jelent meg!]
- 871–874. Ibsen Henrik: Peer Gynt. Drámai költemény. Ford.: Sebestyén Károly. 176 l.
- 875. Bródy Sándor: A kőtörő és egyéb elbeszélések. 38 l.
- 876–877. Gagyhy Dénes: A székelyek. Hangulatok, mondai és történeti vázlatok. 58. 1 l.
- 878–879. Orczy bárónő: Lady Molly kalandjai. Detektívtörténetek. Angolból ford.: Kisléghy Kálmán. 80 l.
- 880–881. Drasche-Lázár Alfréd: A kutyabőr s egyéb történetek. 61 l.
- 882–884. Molnár Ferenc: A Pál-utcai fiúk. 204 l.
- 885–886. Marivaux: A szerelem játéka. Vígjáték 3 felvonásban. Ford.: Radó Antal. 78 l.
- 887–888. Mauks Kornélia: Képek Mikszáth Kálmán életéből. Függ.: Mikszáth a Magyar Könyvtárról. 1918. 82 l.
- 889–890. Korolenko Vladimir: Makár álma. Zúg az erdő. 2 elheszélés. Oroszból ford.: Tomcsányi János. 1918. 63 l.
- 891. Berczik Árpád: Négy kosár és egyéb víg történetek. 1918. 50 l.
- 892–893. Nagy Endre: A Mágocsi csirkék. 1918. 63. 1 l.
- 894. Riedl Frigyes: Arany lelki élete. 1918. 31 l.
- 895–896. Doyle Conan: A pesti ezüst fokos és egyéb történetek. Ford.: Kisléghy Kálmán. 1918. 95. 1 l.
- 897–898. Szini Gyula: Elbeszélések. 1918. 80 l.
- 899. Mariai Ödön: Muzsikus történetek. 1918. 48 l.
- 900–901. Kóbor Tamás! Művész és egyéb történetek. 1918. 63. 1 l.
- 902–904. Kepes Emil: Elektromosság, sugárzások, anyag. 1918. 95 l.
- 905–907. Alexander Bernát: A háború után. 1918. 80 l.
- 908–910. Twain Mark: Az ellopott fehér elefánt. Ford.: Kisléghy Kálmán. 1919. 91. 1 l.
- 911. Kipling Rudyard: Muszkák foglya és egyéb történetek. Ford.: Benedek Marcell. 1919. 40 l.
- 912–913. Orczy bárónő: Lady Molly kalandjai. 2. sor. Ford.: Fayer Kata. 1919. 55 l.
- 914–915. Molnár Jenő: A harmadik és egyéb történetek. 1919. 60 l.
- 916–917. Mikszáth Kálmán: Az amerikai menyecske. 1919. 48 l.
- 918–919. Auernheimer Raoul: Az amerikai nő és egyéb történetek. Ford.: Téglás Dezső. 1919. 63. 1 l.
- 920–921. Strindberg August: Egy házasság története. Két elbeszélés. Ford.: Szabó Mária. 1919. 62 l.
- 922. Beöthy Zsolt: Tisza István. 1919. 36 l.
- 923–925. Császár Elemér: A magyar irodalom fejlődése. 1919. 74 l.
- 926–930. Carlyle Tamás: A Gyémánt nyaklánc. Ford.: Végh Artúr. 1920. 109, 1 l.
- 931–934. Peterdi Sándor: A száműzött és egyéb novellák. 1920. 95 l.
- 935–937. Zöldi Mártan: Bűnösök. 1920. 62, 1 l.
- 938–940. Lovik Károly: Szergiusz és egyéb történetek. 1920. 61, 1 l.
- 941–943. Zsoldos László: Fölfelé megyünk. Regény. 1920. 64 l.
- 944–947. Barbusse Henri: Szerelmi kábulat. Elbeszélések. Ford.: Laky Margit. 1920. 48 l.
- 948–950. Kipling Rudyard: Indiai történetek. 3. sor. Ford.: Pantl Kálmán. 1920. 47 l.
- 951–954. Mikszáth Kálmán: A fekete kakas. 1920. 72 l.

## 1921 és 1933 között megjelent kötetek
Felsorolásuk: szerk. Komjáthy Miklósné, Kertész Gyula, Kégli Ferenc: Magyar Könyvészet 1921–1944 (I–VII.), Budapest, 1980–1992